# Frontière entre l'Espagne et la France
Vous lisez un « article de qualité » labellisé en 2015.
La frontière entre l'Espagne et la France est la frontière internationale terrestre et maritime séparant les deux pays, de l'Atlantique à la Méditerranée. Courant sur 623 kilomètres le long des Pyrénées, et interrompue par la principauté d'Andorre, c'est la plus longue frontière terrestre de la France métropolitaine.
Elle n’acquiert son acception de limite entre États qu’au XVIe siècle, à compter de l’avènement et de l’affrontement des monarchies des deux pays, c’est-à-dire sous les règnes de François Ier et de Charles Quint. Avant cette période, les Pyrénées ont vu passer les Celtes, les Carthaginois, les Romains, les Vandales, les Suèves, les Wisigoths, les Maures, les Francs et les Anglais, sans qu’une frontière militaire ou politique ne fût établie entre États.
Le premier acte mentionnant une frontière entre les deux royaumes date de 1659. Il est signé sur l’île des Faisans par le cardinal Mazarin et don Luis de Haro, au nom de leurs souverains respectifs ; plusieurs territoires sont alors échangés. Mais le bornage de la frontière demeure encore imprécis en de nombreux points, et les contestations et les heurts entre populations locales demeurent fréquents, au point que Napoléon III et Isabelle II font rédiger un nouveau traité, qui, par touches successives en 1856, 1862 et 1866, détermine le bornage connu aujourd’hui de la frontière terrestre entre l’Espagne et la France. Le traité de 1995 donne une nouvelle dimension à la frontière, permettant aux collectivités transfrontalières d’aborder des domaines tels que l'urbanisme, l’environnement, l’utilisation des infrastructures ou la gestion urbaine.
Les différents affrontements militaires qui émaillent l'histoire de la frontière ont laissé des fortifications visibles sur toute sa longueur, qui a été, au cours du XXe siècle un acteur de deux conflits majeurs, la guerre d'Espagne provoquant un exode frontalier vers le nord de quelque 450 000 Espagnols et la Seconde Guerre mondiale voyant nombre de Juifs fuyant le nazisme, aux côtés de soldats voulant rejoindre l'Angleterre ou l'Afrique du Nord.
Outre les particularités territoriales que constituent l'Andorre et l'île des Faisans, l'enclave espagnole de Llívia en territoire français et le pays Quint — propriété de l'Espagne, mais d'usufruit français — sont les fruits de l'histoire.
La frontière est aujourd’hui traversée par des voies internationales, essentiellement à ses extrémités, qu'elles soient routières ou ferroviaires, sans oublier les anciens chemins pastoraux ou des pèlerins de Saint-Jacques, empruntés également par les randonneurs.
La frontière est également un lieu d'échanges économiques traditionnels, dont les lies et passeries sont une survivance. Plus récents sont les groupements de coopération territoriale qui contribuent au développement transfrontalier du massif pyrénéen, à côté d'initiatives locales portant sur le développement de l’économie rurale, du tourisme et de la culture.

## Propos liminaire
Cet article traite de la frontière pyrénéenne entre l’Espagne et la France et de ses prolongements maritimes directs. Il n’aborde pas les anciennes frontières ayant existé entre les deux pays dans des territoires où l’un des deux États, ou les deux, n’est plus présent. C’est le cas, par exemple, de l’île d'Hispaniola ; celle-ci a vu la colonie française de Saint-Domingue, future Haïti, et la colonie espagnole — où la Capitainerie générale de Saint-Domingue est installée dans ce qui est aujourd’hui la République dominicaine — s’affronter et définir une frontière mouvante en fonction des différents conflits. Ces deux possessions coloniales sont aujourd’hui devenues des États indépendants et leurs frontières, anciennes ou présentes, ne sont pas prises en compte dans les développements qui suivent.

## Histoire

### Le concept de frontière: application au contexte franco-espagnol
Le vocable frontière provient du substantif front ; il induit une notion d’opposition entre deux zones séparées par ce même front, comme une « troupe qui, se mettant en bataille pour combattre, fait frontière […] »,. Il apparaît pour la première fois en France au XIVe siècle et demeure réservé, jusqu'à la fin du XVIIe siècle, aux limites les plus menacées du royaume. Du côté espagnol, le terme frontière semble avoir coexisté avec celui plus général de limites, désignant une zone abstraite entre les royaumes chrétiens d'Espagne ; il décrit également la réalité physique d'une opposition, comme la ligne de forteresses séparant la Castille des provinces musulmanes.
L'époque de l'apparition du terme frontière correspond à celle de la constitution des États européens — par confrontations successives, dont les traductions guerrières ont été des facteurs d'indentification, de différenciation et d'unification — et à celle de la distinction entre droit public et droit privé. Jean de Terrevermeille défend en 1418 l'idée que le royaume n'est pas la propriété d'un monarque ; celui-ci n’en serait que le « bénéficier », induisant en cela que le royaume est devenu un territoire géré par un prince. Cette interprétation se trouve renforcée au cours du temps et, au XVIe siècle, du fait de la consolidation de la cohésion politique interne, de militaires les frontières deviennent la traduction politique d'une souveraineté territoriale.
Le développement du concept d’État engendre une nouvelle dimension de la notion de frontière : celle-ci dessine dorénavant la limite des compétences juridiques et de police de l’organisation politique au pouvoir. Elle circonscrit, en outre, un espace administratif, enrichi d'une institution fiscale et de sa composante douanière.

« […] ces frontières peuvent être dissociées : la frontière militaire est souvent éloignée de la frontière juridique ; la frontière douanière peut ne pas coïncider avec la frontière politique, comme en Espagne où l’Èbre a longtemps été une barrière douanière au sud d'une vaste zone franche ; la frontière ecclésiastique peut ignorer la frontière politique, comme ce fut le cas pour le diocèse de Bayonne qui englobait jusqu’en 1566 le Valcarlos et le bassin de la Bidassoa, avec la vallée du Baztan, qui faisait partie de la Navarre, et le nord du Guipuzcoa jusqu’à Saint-Sébastien, qui était castillan […]. »

— Maïté Lafourcade, La frontière franco-espagnole : lieu de conflits interétatiques et de collaboration interrégionale, 1998, p. 2.
L’analyse de Maïté Lafourcade montre que plusieurs conceptions coexistent et décident du tracé d’une frontière ; ainsi une frontière pourra suivre ou non des éléments naturels — ligne de partage des eaux, ligne de crête, cours d’eau, limite de propriété privée ; elle pourra être définie par une ligne précise ou par une zone — No man's land par exemple ; elle pourra encore caractériser un lieu d’échanges, résultant de l’isolement d'une zone montagneuse s’étalant sur plusieurs vallées partageant la même langue, ou une zone d’affrontements politiques ou religieux.

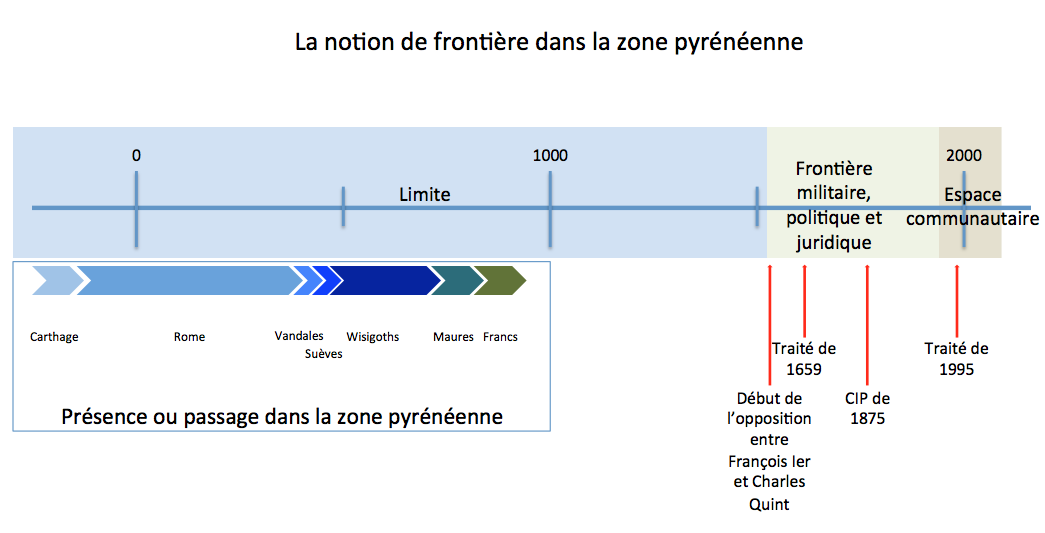
Évolution du concept de frontière entre la France et l’Espagne.

La frontière entre l’Espagne et la France ne déroge pas à la logique décrite ci-dessus ; elle est en effet le résultat de l’histoire politique et économique d’une zone qui dépasse celle circonscrite par la barrière physique que constitue la chaîne des Pyrénées. Cette dimension de zone se trouve d'autant plus vérifiée que la construction de l’Espace européen entraîne un réaménagement du concept de frontière, impliquant la disparition des frontières intérieures de la Communauté s’appliquant aux travailleurs, aux marchandises, aux capitaux et aux services.
En conséquence, après une longue période durant laquelle elle s’est construit un profil linéaire, en réponse aux pressions militaires, politiques, puis juridiques, la frontière acquiert une dimension supplémentaire, interne à un espace communautaire, au sein d’une construction complexe du principe de territorialité.

« [La frontière], expression de l’exclusivisme territorial, est inapte à rendre compte des devoirs qu’entraîne entre États voisins une communauté d’intérêts, qui appelle non l’arrêt des compétences, mais leur collaboration […]. »

— Charles de Visscher, Problèmes de confins en droit international public, 1969, p. 7.

### Le tracé
Les Pyrénées semblent former une frontière naturelle entre l’Espagne et la France ; il s’agit en effet d’une chaîne élevée, massive de façon continue, difficilement franchissable par les moyens de transports modernes (diligence, voie ferrée ou automobile), à l’exception de ses deux extrémités. Cette impression se révèle trompeuse lorsqu’on se penche sur l'histoire et la géographie de ce massif.
Le premier tracé de la frontière entre États est défini par la signature du traité des Pyrénées entre les royaumes d'Espagne et de France, le 7 novembre 1659.

#### La frontière avant le traité des Pyrénées de 1659

Expansion des royaumes francs de 481 à 814. Le trait rouge représente la frontière entre le royaume wisigoth et le royaume franc avant la bataille de Vouillé

Nombreux sont les peuples qui, du nord au sud et du sud au nord, ont traversé la chaîne des Pyrénées, que ce soit pour des migrations définitives, des conquêtes guerrières ou pour pratiquer des activités d’échanges économiques. Maïté Lafourcade dénombre ainsi les Celtes, les Carthaginois, les Romains, les Vandales, les Suèves, les Wisigoths, les Maures, les Francs, les Anglais, les Français et les Espagnols.
Les Pyrénées ont, pour la première fois, formalisé une limite sous l’Empire romain, séparant l’Hispanie romaine — province de Tarraconaise — au sud, des Gaules au nord — Gaule narbonnaise et Gaule aquitaine. Il s'agit, à cette époque, d’une optimisation administrative visant à une administration territoriale plus efficace.
Le royaume wisigoth, de 418 à 711, englobe les Pyrénées, et il faut attendre Clovis, qui repousse les Wisigoths au sud de la chaîne montagneuse, pour voir les Pyrénées commencer à jouer un rôle de frontière naturelle. Il ne s’agit pas encore d’une véritable frontière, mais d’une limite, Clovis étant roi des Francs, mais pas d’un territoire.
Charlemagne, à son tour, franchit les Pyrénées, et établit au tournant des VIIIe et IXe siècles, la marche d'Espagne entre le massif montagneux et jusqu’aux rives de l’Èbre. Le démembrement de l’Empire carolingien à partir de 843 laisse à Charles le Chauve la Francia occidentalis, qui sur le versant nord des Pyrénées, s’appuie sur des seigneuries qui regroupent plusieurs vallées, telles Béarn, Bigorre, Nébouzan, Comminges, Couserans, comté de Foix, Roussillon, Cerdagne. Les Vascons occupent alors un territoire à cheval sur les Pyrénées, divisé en deux comtés dont Charles le Chauve reconnaît respectivement en 852 et en 860 les dirigeants. La frontière se caractérise par sa mouvance, du fait de « l’importance donnée aux hommes plutôt qu’aux territoires […] et de l’enchevêtrement des droits et des fiefs ».
La lutte contre l’invasion arabe concourt à la formation d’un futur État par la constitution de la Castille, qui s’unit au royaume de León au XIIIe siècle, et des royaumes d’Aragon et de Navarre qui, à eux deux, contrôlent le sud des Pyrénées. En 1035, la mort de Sanche le Grand — sous l’autorité duquel toutes les terres basques sont réunies, y compris ce qui constitue le Pays basque français d’aujourd’hui — engendre le démembrement de la Navarre. Le duché d'Aquitaine absorbe le Labourd et la Soule, avant de passer sous le contrôle du royaume d'Angleterre en 1152, par le mariage d’Aliénor d'Aquitaine avec Henri II d’Angleterre. Le 12 mai 1258, la signature du traité de Corbeil acte l’abandon des prétentions du royaume de France — dont le roi est, à cette époque, Louis IX — sur la Catalogne, en échange de celui du roi d’Aragon — Jacques Ier — sur une partie du Languedoc et la Provence,. Le sud du massif des Corbières détermine alors la frontière entre le royaume de France et celui d’Aragon.

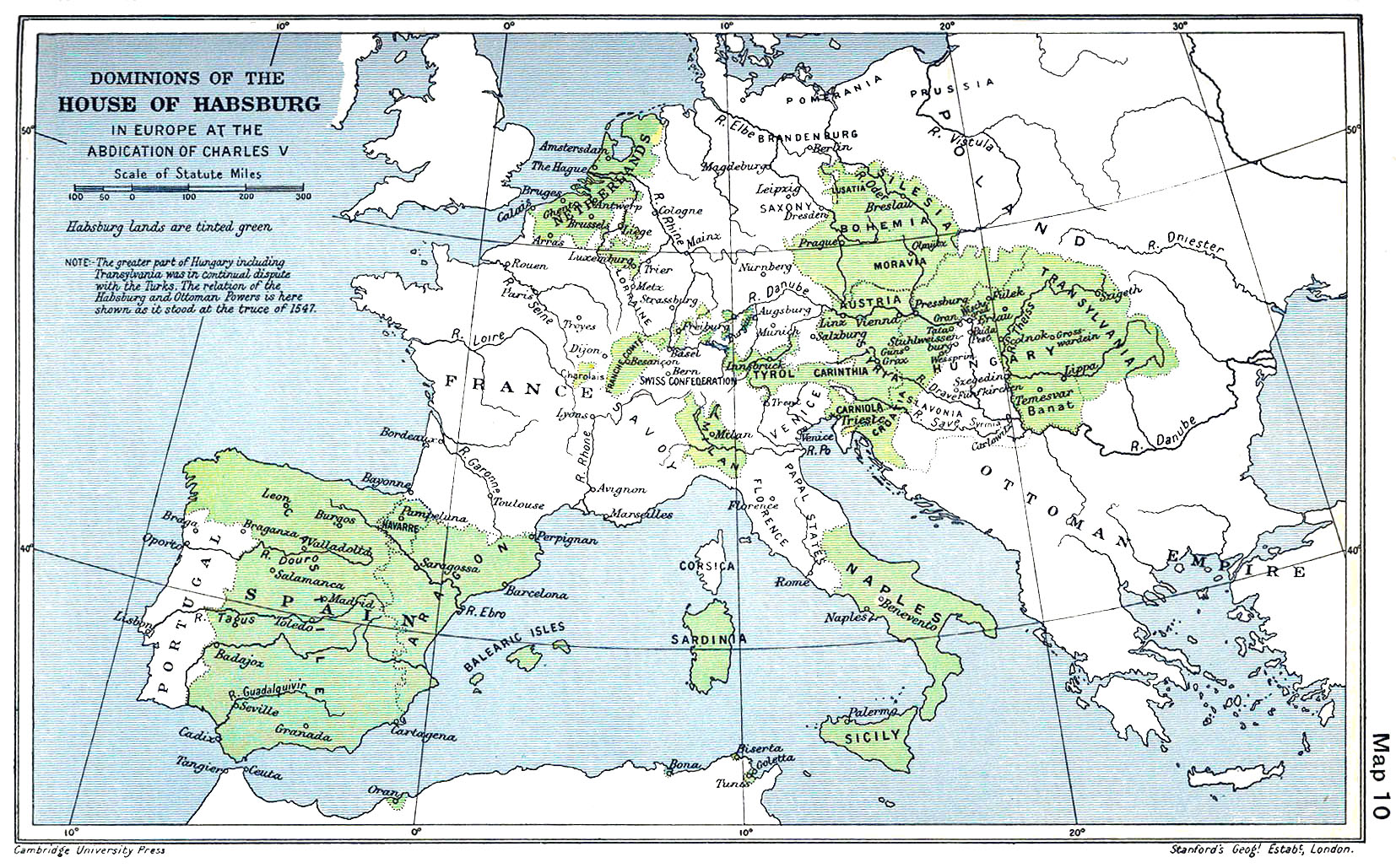
L'empire européen de Charles Quint en 1547

Alors qu’en 1449, Mauléon est conquise par le royaume de France, et qu’en 1451, la Couronne de France s'empare du Labourd, le mariage d’Isabelle de Castille et de Ferdinand d’Aragon en 1469 unit les deux royaumes du sud des Pyrénées. Le souverain navarrais, Jean d’Albret, perd à son tour ses possessions espagnoles, après l’invasion des troupes du duc d’Albe, Fadrique Álvarez de Toledo, aux ordres de Ferdinand d’Aragon, dit le Catholique ; il ne conserve que les terres d'ultra-puertos, connues aujourd’hui sous le nom de Basse-Navarre,.
L’héritier des rois catholiques et de la maison de Habsbourg, Charles Quint se retrouve à la tête d’« une Espagne à la dimension du monde […] ». Commence alors un conflit qui dure près d’un siècle et demi, initié par les deux souverains, François Ier et Charles Quint, alors que jusque-là, la paix avait régné entre les deux royaumes, à l’exception des points sensibles concernant le Roussillon et le val d'Aran, revendiqués par les deux parties. Bien qu’encore imprécis, le tracé d’un front militaire se dessine alors. Sur le flanc nord, le Roussillon et le val d’Aran demeurent espagnols, alors que l’Andorre et la Basse-Navarre jouissent d’une suzeraineté indépendante des deux pays antagonistes,.

#### Les conséquences du traité des Pyrénées et l’évolution du tracé
Le traité des Pyrénées est signé le 7 novembre 1659 par le cardinal Mazarin, représentant Louis XIV, et don Luis de Haro, représentant Philippe IV d'Espagne, sur une île située en frontière d’États, l'île des Faisans, à l’embouchure de la Bidassoa. Il s’agit du premier acte mentionnant une frontière entre les deux royaumes, la France et l’Espagne. Plus que d'une définition précise de la limite entre les deux pays, il s’agit d’une « déclaration de principe : les monts Pyrénées [doivent] former la frontière des deux royaumes comme ils avaient anciennement divisé les Gaules des Espagnes ». L’objet du traité est autre : rétablir la paix entre les deux puissances. Le mariage de Louis XIV avec l’infante d’Espagne le 9 juin 1660 vient renforcer cette alliance.
L'application du traité donne lieu à des échanges de territoires entre les deux royaumes et plusieurs autres rencontres sont nécessaires pour les formaliser, le traité de Llívia, signé le 12 novembre 1660, faisant suite à la conférence de Céret, ouverte dès le 22 mars 1660. Néanmoins, certains aspects demeurent en friche, comme, en partie, le domaine religieux. Ainsi plusieurs paroisses du Labourd, de Basse-Navarre et de Soule demeurent gouvernées par la collégiale espagnole de Roncevaux, alors que le diocèse de Bayonne conserve son autorité sur certaines communautés de Navarre.
En conséquence, l’Espagne cède le Roussillon à la France, ainsi qu’une partie de la Cerdagne, alors que Llívia demeure une enclave espagnole en territoire français et le val d’Aran, un territoire espagnol dans le bassin de la Garonne. La logique de définition de la frontière demeure encore imprécise ; celle-ci est sinueuse et respecte les contours des propriétés privées. D’autre part, elle ne coïncide pas avec la frontière religieuse, puisque les 33 paroisses de la Cerdagne française dépendent toujours du diocèse d'Urgell en Espagne. L’imprécision de cette frontière continue d’alimenter des affrontements entre les communautés pastorales frontalières ; l’exemple de la Haute et de la Basse-Navarre est significatif à cet égard. Depuis l’invasion de la Navarre par Ferdinand le Catholique en 1512, les habitants de la vallée de Saint-Étienne-de-Baïgorry s’opposent à ceux des vallées du Baztan — au sud du col d'Otxondo —, d’Erro, du val Carlos et de Roncevaux. Les traités de 1614, puis de 1769 et de 1785 se succèdent sans parvenir à un accord viable, conservant des particularités territoriales comme le pays Quint. En 1786 et 1787, le Parlement de Navarre envoie encore des remontrances au roi de France.
Mais ces conflits demeurent locaux et n’influent pas sur les bonnes relations établies entre les deux royaumes.
Il faut attendre les guerres de la Révolution française pour que la frontière soit de nouveau l’objet de contestations, que le traité du 14 juillet 1795 annule en la ramenant à la ligne de partage des eaux,. La guerre d'indépendance espagnole voit les troupes des deux pays franchir la frontière, les troupes napoléoniennes en 1807 vers le sud, puis celles de la coalition hispano-anglo-portugaise en 1813, menées par Wellington, vers le nord. La Catalogne est annexée et devient entre 1812 et 1814 les départements français d'Espagne.
Le pays Quint est de nouveau la proie d’affrontements violents, de 1827 à 1856, qui sont demeurés sous le nom de guerre des limites. Ces conflits n’étant pas isolés le long de la frontière, les souverains Napoléon III et Isabelle II parviennent à s’entendre sur une frontière qui tient compte « des vœux et des besoins des populations frontalières ». Si l’acte final est signé le 26 mai 1866, il fait suite à trois traités préalables paraphés à Bayonne le 2 décembre 1856 pour la section occidentale — de l’embouchure de la Bidassoa jusqu’au point où confinent le département des Basses-Pyrénées, l'Aragon et la Navarre —, le 14 avril 1862 pour la portion centrale s’achevant au « val d’Andorre », et le 26 mai 1866 pour la partie orientale, d’Andorre à la mer Méditerranée.

#### La commission internationale des Pyrénées de 1875
La commission internationale des Pyrénées (CIP) est créée en mai 1875, et, malgré la mise en application de l’accord de Schengen signé en 1985 et la création de l’espace homonyme définitivement en vigueur à partir du traité d'Amsterdam en 1999, elle est toujours active au 1er juin 2015, soit 140 ans après sa création.
La commission, qu’il ne faut pas confondre avec la commission de délimitation des Pyrénées, responsable de 1853 à 1868 de la définition de la frontière franco-espagnole, est créée à l’initiative de Louis Decazes, ministre français des Affaires étrangères, à la suite de différends frontaliers survenus en 1872, puis le 7 mars 1874 à l’embouchure de la Bidassoa, et ayant provoqué localement une situation de quasi-guerre civile, à un moment où la troisième guerre carliste complique les relations entre la France et l’Espagne. Cette commission mixte, menée à l’origine par le duc Decazes pour la partie française, et par le ministre d’État de Castro, du côté espagnol, n’a pas vocation à survivre au règlement du différend frontalier qui a justifié sa création en 1875, mais dès janvier 1880, un autre conflit se déclare, portant sur les droits de pêche au saumon sur la Bidassoa, repoussant la dissolution annoncée de la commission. Sa compétence est alors élargie à l’élaboration d'un règlement général sur la pêche côtière dans le golfe de Gascogne.
En 1885, le différend entre Llívia et le village d’Err, portant sur un canal d’irrigation — quoique réglé directement par les chancelleries — provoque une prise de conscience des deux gouvernements de la nécessité de « […] soumettre dorénavant à l’examen des délégués espagnols et français à la commission internationale de la frontière pyrénéenne les questions litigieuses qui peuvent surgir sur les limites des deux pays ». Cette reconnaissance officielle de la commission, dans ses compétences élargies — qui, au passage, reçoit son nom de baptême — est actée le 12 avril 1888 par une lettre de Segismundo Moret, ministre espagnol, à Paul Cambon, ambassadeur de France à Madrid. Elle siège depuis l’origine à Bayonne.
Au début du XXe siècle, les ministères de l’Agriculture, des Travaux publics et de la Guerre rejoignent la commission, qui interrompt ses sessions lors de la Première Guerre mondiale et qui vit au ralenti entre les deux guerres mondiales avec seulement trois réunions (1921, 1927 et 1934). À nouveau, les sessions sont suspendues, en raison de la guerre d'Espagne et de la Seconde Guerre mondiale. Les décennies qui suivent voient l’intensification des échanges et des réunions — qui deviennent biennales — et le renforcement des structures. Plus d’une centaine d’experts et de fonctionnaires se répartissent entre comités techniques et sous-commissions, qui prennent en compte, de manière élargie, les besoins des populations locales ; les discussions de la commission portent à présent sur les projets de voirie et de travaux publics, d’agriculture et d’économie, d’équipements hydroélectriques et d’environnement.

#### Le traité de Bayonne de 1995
Depuis les années 1980, les régions ou départements français et les communautés autonomes espagnoles ont pris à leur compte l’initiative des contacts et des collaborations, donnant, par exemple, naissance en 1983, à la communauté de travail des Pyrénées, ou à des structures territoriales comme l’Eurocité basque Bayonne - San Sebastián — l’objectif de cette dernière structure est la création d’une métropole européenne, qui, en l’état actuel, regroupe près de 600 000 habitants, par la mise en commun de moyens techniques et politiques concernant « les infrastructures, les services urbains et les instruments de gouvernement » — ou le consorcio Bidasoa-Txingudi. La création de groupements européens de coopération territoriale comme l’Eurorégion Aquitaine-Euskadi et le GECT Pyrénées-Méditerranée sont à porter à l’actif des efforts de coopération décentralisée,. Ces initiatives sont à présent encadrées et facilitées par une base législative nationale et des accords internationaux, dont le traité de Bayonne, signé le 10 mars 1995 et relatif à la coopération transfrontalière entre collectivités territoriales de France et d’Espagne, est une illustration importante ; il est étendu à la principauté d’Andorre le 16 février 2010.

« Sous l’emprise de ce texte, les collectivités frontalières pourront enfin traiter dans leur globalité des domaines aussi divers que ceux ayant trait à l’urbanisme, l’environnement, l’utilisation des infrastructures ou la gestion urbaine. Lieu de passage économique et humain, la frontière passe enfin de l’état de limite administrative à celui de point de rencontre […] »

— Pierre Cambot, La frontière franco-espagnole : commentaire du traité de Bayonne du 10 mars 1995 relatif à la coopération transfrontalière entre collectivités territoriales, 1998, p. 129.

### Histoire militaire et fortifications

#### Moyen Âge et Temps modernes

Fortifications à l'initiative de Sancho Ramirez en Aragon (sélection).
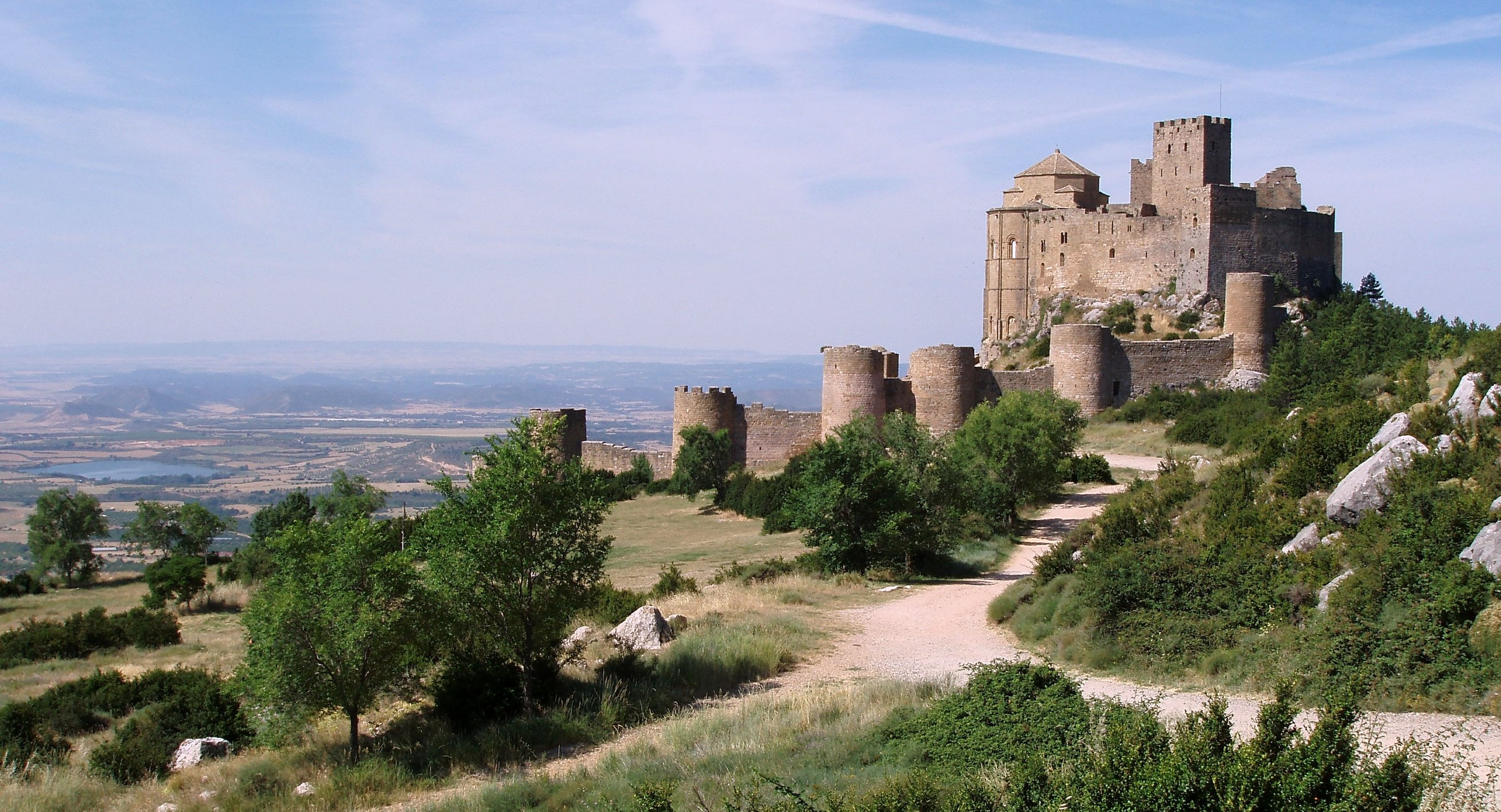
Le château de Loarre.
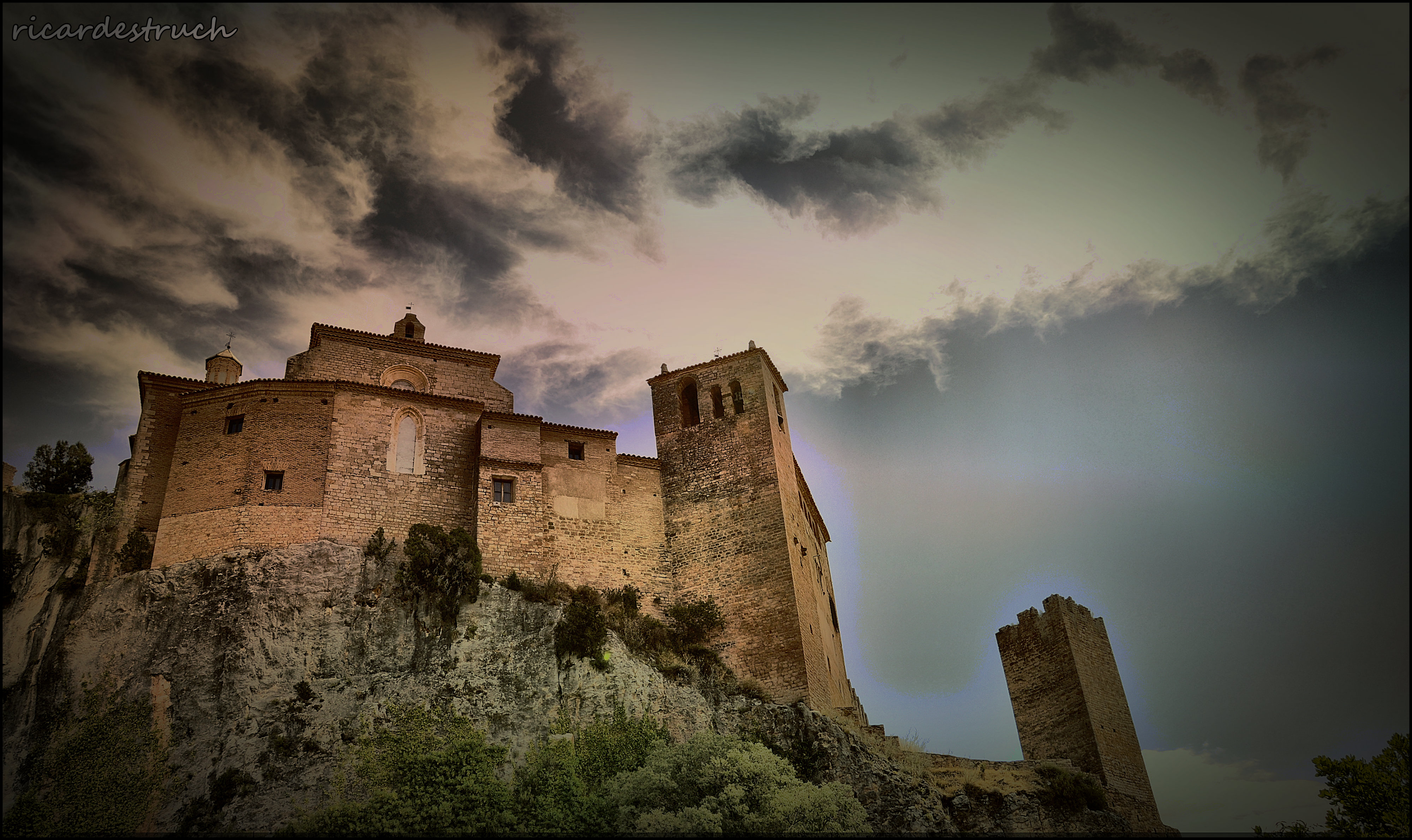
Le fort d'Alquézar.
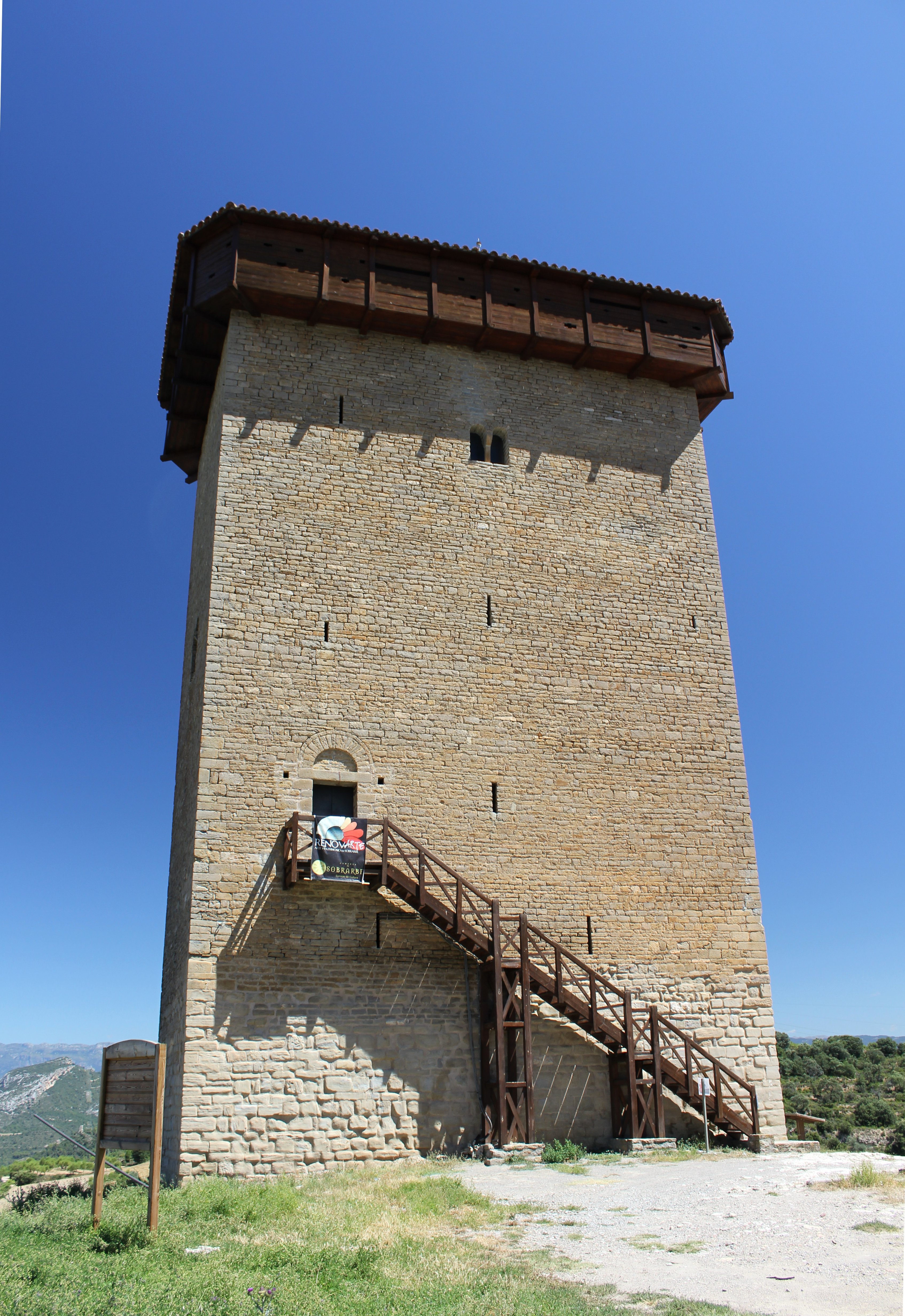
La tour d'Abizanda.
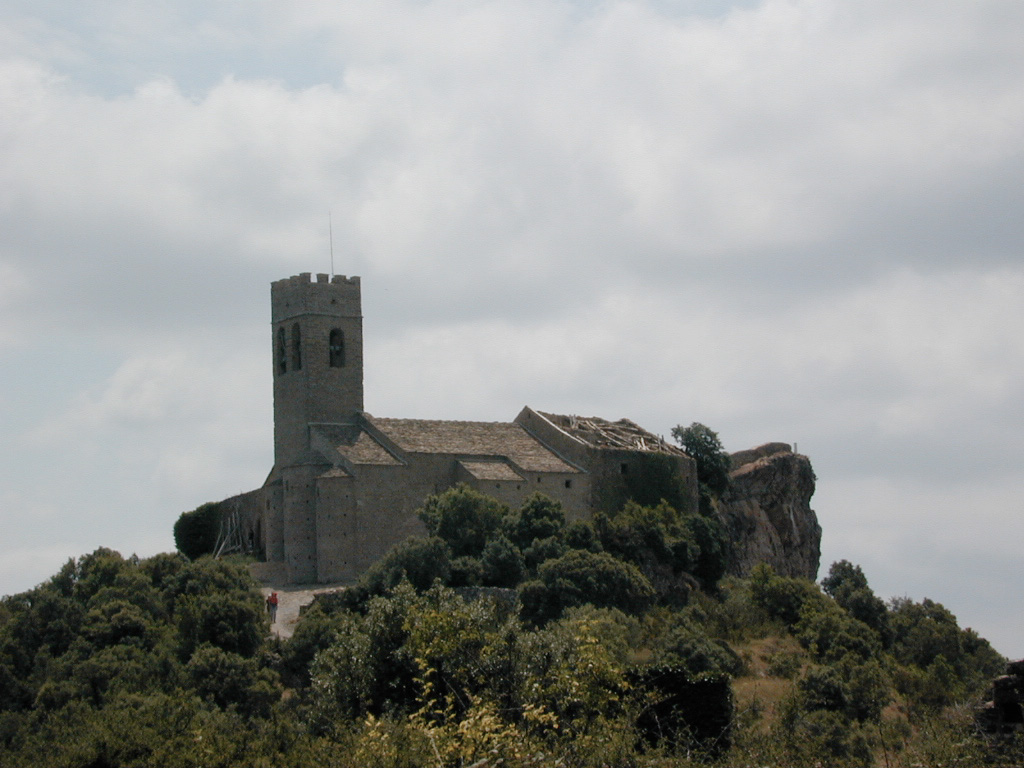
L'église fortifiée de La Fueva.

Plusieurs épisodes politiques ou guerriers ont entraîné la construction de lignes de protection, matérialisées par des châteaux ou des redoutes. Il en est ainsi de la Reconquista, qui correspond à la reconquête des royaumes musulmans de la péninsule Ibérique par les souverains chrétiens. Elle commence en 718 dans les Asturies, et s'achève le 2 janvier 1492 quand Ferdinand II d'Aragon et Isabelle de Castille chassent le dernier souverain musulman de la péninsule, Boabdil de Grenade. Ainsi, Sanche Ier d’Aragon renforce le château de Loarre et pas moins de dix autres entre Sos et Barbatros, comme le fort d’Alquézar et les tours d’Abizanda et de La Fueva.
Le début du conflit entre François Ier et Charles Quint, dès 1520, est également à l’origine de la fortification de la frontière, de Bayonne à Mont-Louis.

#### Révolution française et Empire

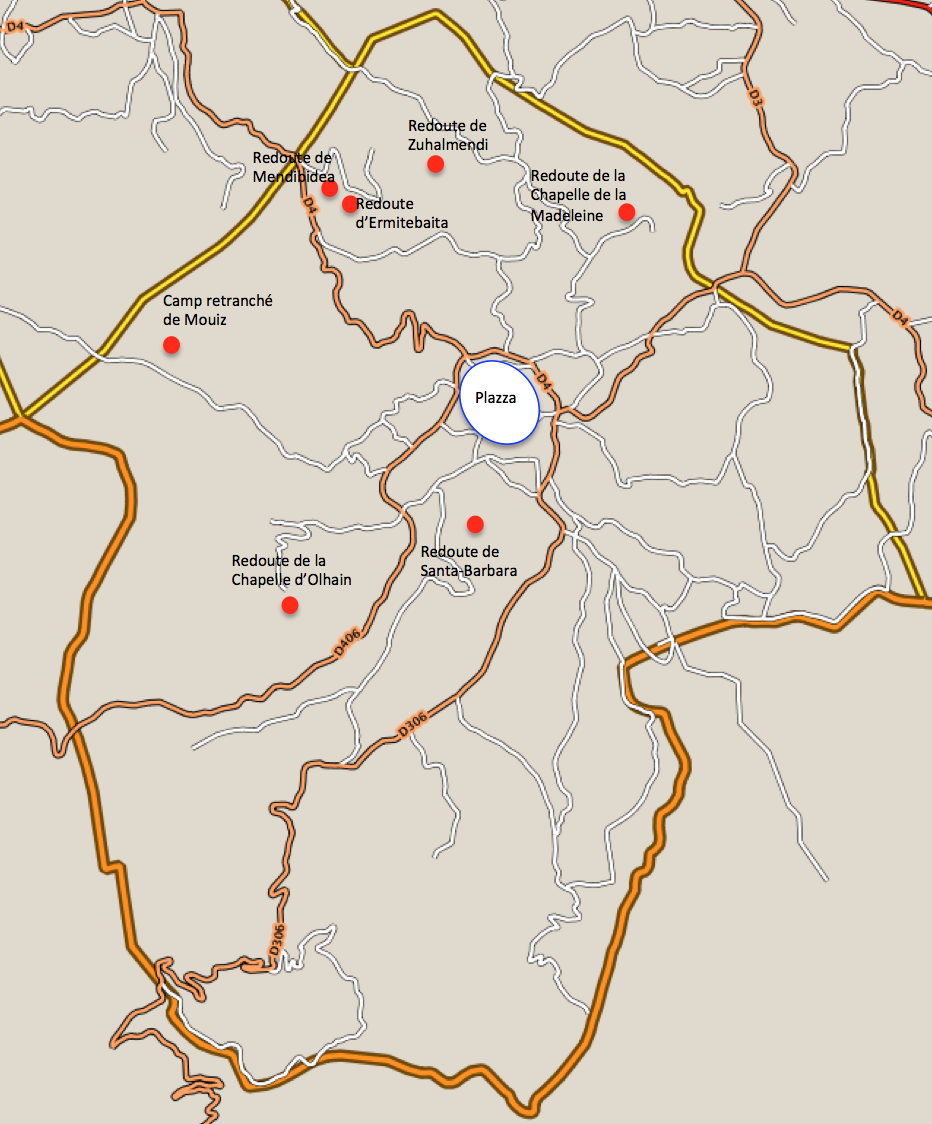
Dispositif militaire saratar des redoutes défendues par l’armée de Soult durant octobre et novembre 1813.

La fin du XVIIIe siècle et le début du siècle suivant voient des combats violents se dérouler dans la partie occidentale des Pyrénées. La campagne de 1793 - 1795 a lieu en particulier à proximité de la Bidassoa. Les combats — commencés tout d’abord au val d’Aran, c’est-à-dire en Catalogne — se concentrent dans les vallées de la Bidassoa et de la Nivelle. En 1793, le Comité de salut public qui, par décret du 1er mai 1793 vient de créer l’armée des Pyrénées occidentales, fait construire une redoute au sommet de la Rhune, sur l’emplacement de l’ermitage préalablement détruit. Celle-ci est rapidement prise par les troupes espagnoles, qui s’y installent le 1er mai.
Après la défaite de Vitoria, le 21 juin 1813 — qui voit la retraite des troupes françaises escortant Joseph Bonaparte — suivie de celles de Sorauren, le 28 juillet, et de San Marcial, le 31 août, les troupes de Wellington se trouvent sur les rives de la Bidassoa. Wellington déclenche une grande offensive le 10 novembre et lance 40 000 hommes contre les fortifications de la Rhune et dans la vallée de la Nivelle. Malgré une résistance farouche des troupes du maréchal Soult, Wellington s’empare des fortifications, et pénètre dans Saint-Pée-sur-Nivelle dans la journée.

#### Époque contemporaine
La période qui s’étend de 1936 à 1945 a vu des mouvements importants individuels ou de populations traverser la frontière dans les deux sens, conséquences de deux conflits majeurs, la guerre d’Espagne et la Seconde Guerre mondiale.
Si la France, par la voix de Léon Blum défend officiellement un pacte de non-intervention et doit assurer le respect d'un embargo sur les armes dans les Pyrénées, les premiers volontaires des Brigades internationales franchissent la frontière dès 1936,. L’offensive de Catalogne, qui voit la victoire des troupes nationalistes le 10 février 1939, provoque l’exode frontalier de près de 450 000 Espagnols qui fuient les représailles franquistes et se réfugient en France, dans un mouvement nommé la Retirada ; ils sont regroupés dans des camps improvisés mis en place le long de la côte méditerranéenne, notamment à Argelès-sur-Mer, Saint-Cyprien, Agde, Bayonne et Gurs. Le fort de Bellegarde, qui contrôle le col du Perthus et dont la rénovation est souhaitée au XVIIe siècle par Louvois et initiée par Vauban, sert de camp d'internement au début de 1939.
Peu avant la signature des accords de Munich, des bombardements semblent avoir été perpétrés par l’aviation allemande le 26 mai 1938 à Cerbère et le 5 juin suivant à Orgeix. Cette action de « piraterie aérienne » à proximité de la frontière, initialement attribuée à l’aviation républicaine espagnole, semble bien être le fait d’un raid aérien de la Légion Condor, utilisant des appareils maquillés.
Après la victoire des nationalistes espagnols, une ligne de fortifications, la  ligne P, est construite. Elle est désactivée vers 1980.
Le 23 octobre 1940 a lieu l’entrevue d’Hendaye, entre Francisco Franco et Adolf Hitler, sur l’éventuelle entrée en guerre de l'Espagne aux côtés des forces de l'Axe, créé le 27 septembre 1940. Cette rencontre ne débouche sur aucune décision.

Camps de réfugiés et forts-prisons (sélection).
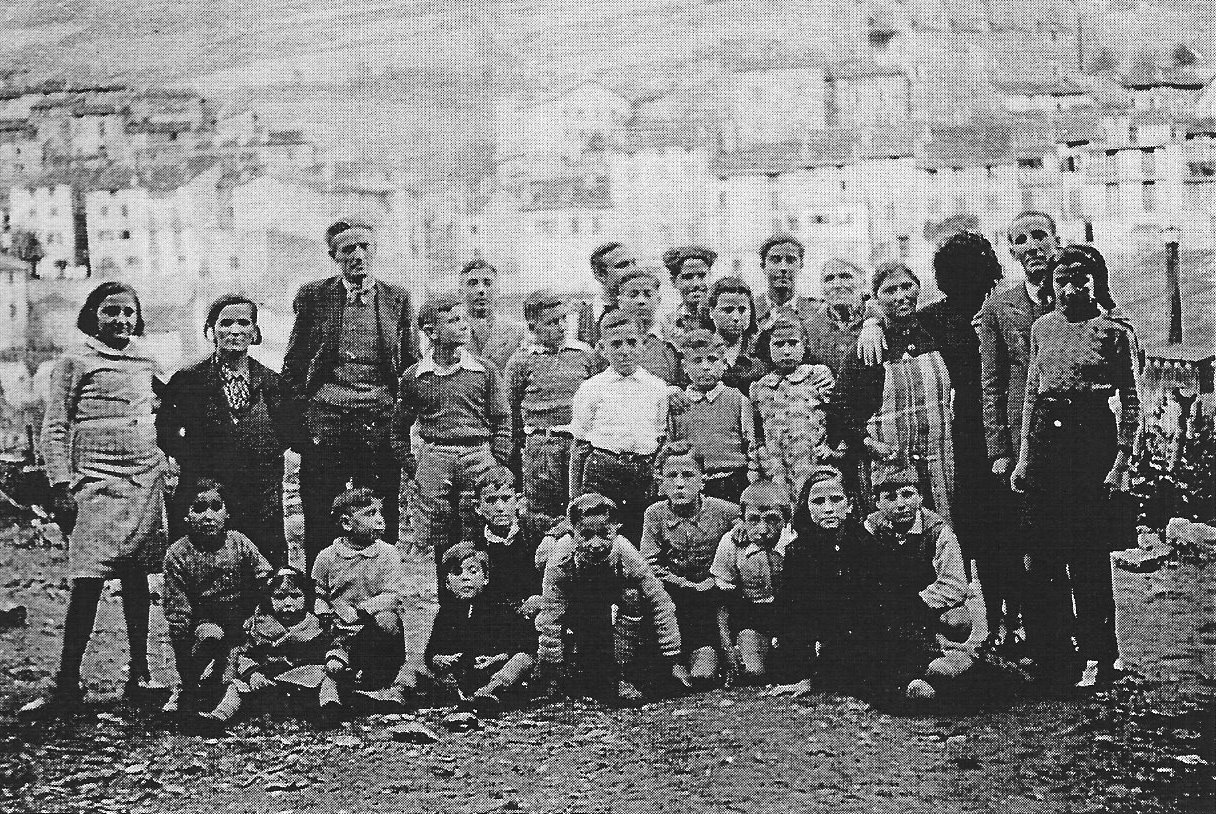
Refuge de Prats de Mollo pour enfants de la WRI, après la Retirada.
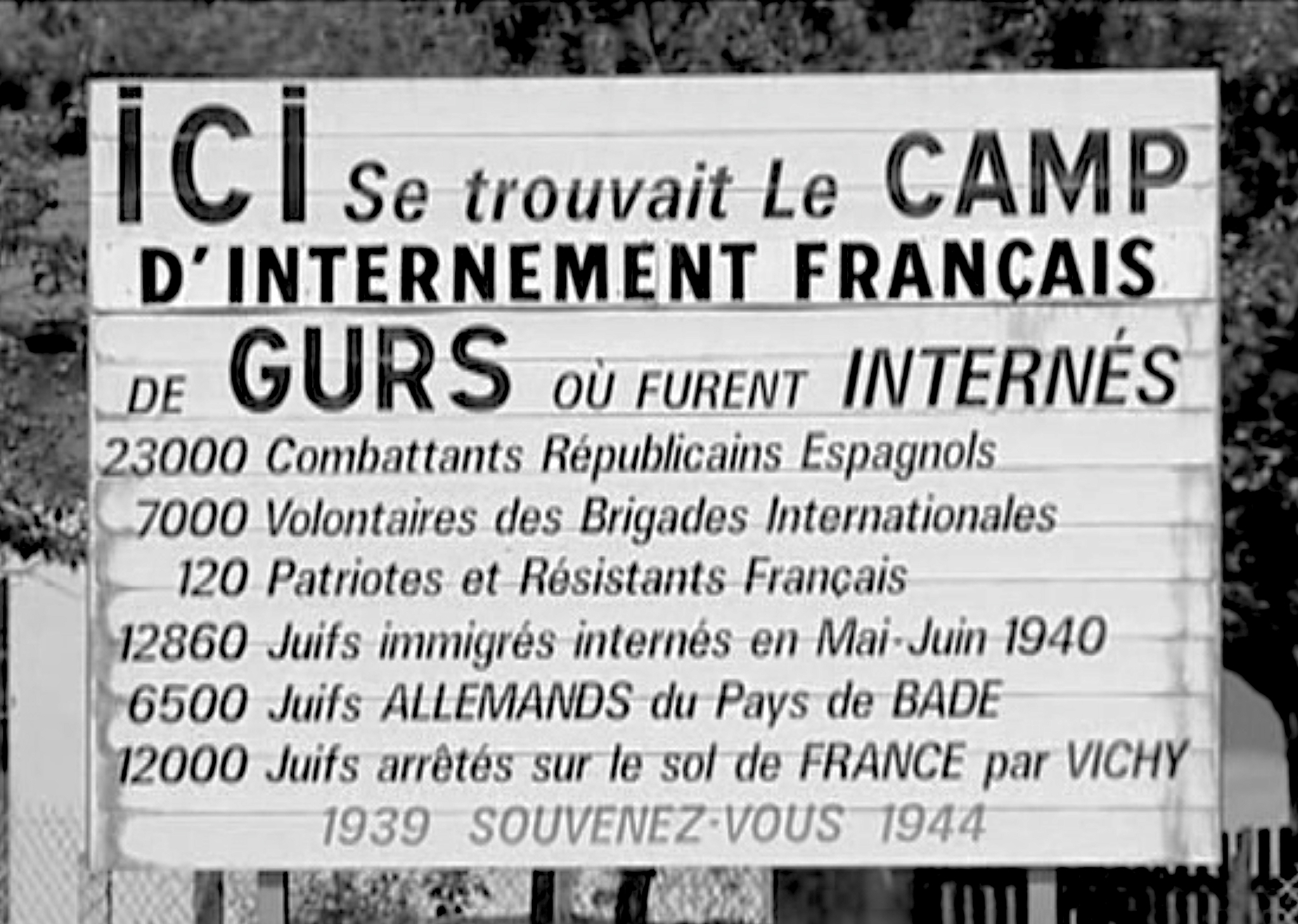
Le camp de Gurs.
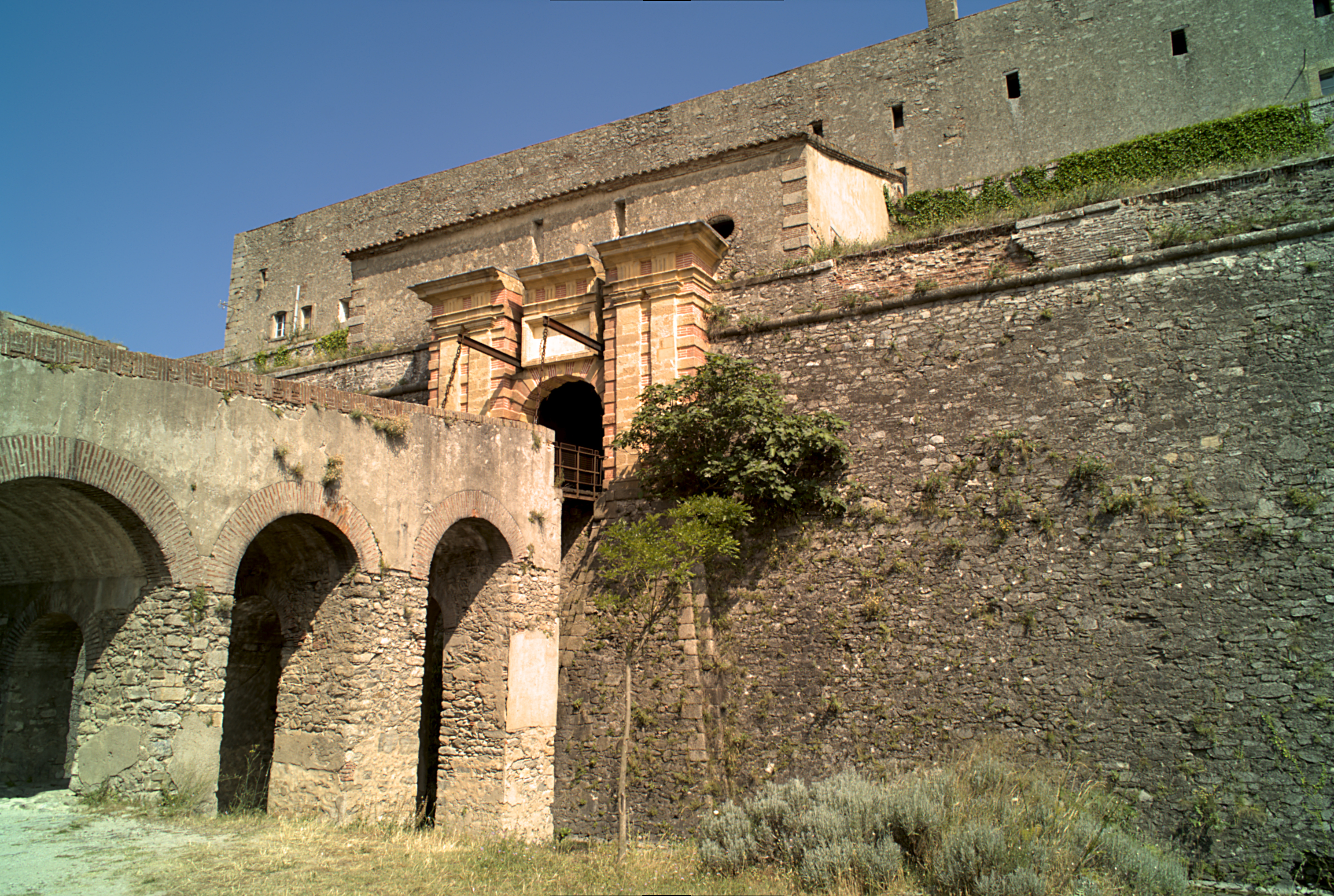
Le fort de Bellegarde.
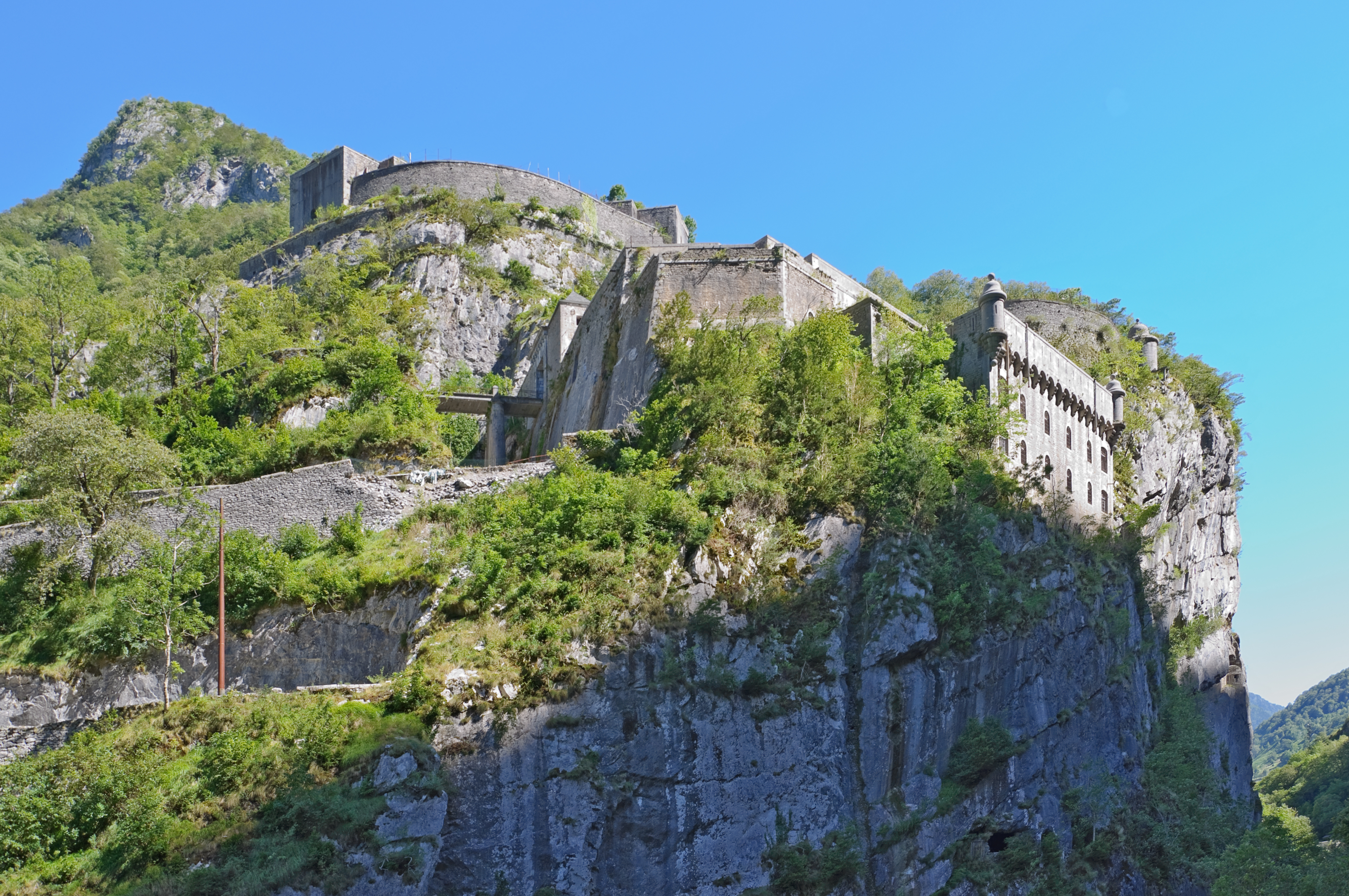
Le fort du Portalet.

À partir de la déroute de juin 1940, à laquelle succèdent l'occupation de la France par les forces allemandes et la constitution de l'État français de Vichy dès le 10 juillet 1940, un exode continu se met en place du nord au sud de la frontière, notamment par des Juifs fuyant les persécutions. D'autres, comme certains résistants ou militaires voulant rejoindre l'Angleterre ou l'Afrique du Nord, empruntent les mêmes chemins et font appel aux mêmes réseaux. Si certaines vallées bénéficient pendant un temps de la complicité des forces de l'ordre locales — comme en vallée d'Aure —, l'irruption des Allemands en zone libre à partir du 11 novembre 1942 vient bouleverser la situation. Selon Émilienne Eychenne, pas moins de 27 réseaux se spécialisent alors dans le passage clandestin vers l'Espagne, tels les réseaux « Maurice » ou « Françoise », héritier du réseau toulousain de Pat O'Leary. De 1940 à 1944, près de 19 000 Français, hommes et femmes appelés « évadés de France », franchissent la frontière pour s’engager dans les forces françaises combattantes ; après plusieurs mois d’internement dans des camps espagnols, ils rejoignent la 2e division blindée pour près de 5 000 d’entre eux et les forces françaises d’Afrique du Nord.
De 1941 à 1943, le fort du Portalet, dont la construction débute dans les années 1840 pour contrôler la route du col du Somport, sert de prison politique pour des personnalités de la Troisième République comme Édouard Daladier, Paul Reynaud, Léon Blum, Georges Mandel ou Maurice Gamelin. Il abrite un temps une garnison allemande avant d’être repris par la Résistance en 1944. Il accueille le maréchal Pétain du 15 août au 16 novembre 1945.
L'opération Reconquista de España, lancée pour établir un pouvoir républicain dans le val d'Aran, rassemble 13 000 vétérans de la guerre d'Espagne et de la Résistance française aux points de recrutement de Foix et de Toulouse. De 4 000 à 7 000 hommes se portent volontaires pour participer à l'opération. Le 3 octobre 1944, une première formation franchit la frontière peu avant le col de Roncevaux. Le 5 octobre, une brigade pénètre dans la vallée de Roncal. Les incursions se multiplient alors, avec le versant français comme base de repli, jusqu’au 19 octobre, date de l’invasion principale. Un moment prises par surprise, les troupes espagnoles basées le long de la frontière réagissent et stoppent l’avancée de l’invasion ; le soulèvement populaire espéré ne se produit pas. Le 27 octobre, l’état-major de la guérilla auquel participe Santiago Carrillo décide la retraite.
La France, sur décision de son gouvernement, a totalement fermé ses frontières terrestres avec l'Espagne entre le 1er mars 1946 et le 10 février 1948 à la suite des problèmes politiques entre le régime franquiste et le gouvernement provisoire français.
Dès les années 1930, l’essor du nationalisme en Pays basque espagnol s’étend à la France, et en 1934 naît le mouvement eskualherriste et son journal Aintzina. À partir du début des années 1970, le conflit basque, qui est jusque-là circonscrit à l’Espagne, se caractérisant par la lutte d'Euskadi ta Askatasuna (ETA) contre le régime franquiste pour la reconnaissance des spécificités politiques et culturelles des Basques et l’indépendance du Pays basque, s’étend au nord de la frontière. Iparretarrak, bientôt rejoint par Euskal Zuzentasuna, milite pour l’autonomie du Pays basque français et multiplie les attentats. La coopération entre les deux États conduit à l’arrestation d’activistes d’ETA tant en France qu’en Espagne — en 2011, 35 etarras sont interpellés en France et 22 sur le territoire espagnol, faisant suite à 138 arrestations en 2010, dont 28 en France.
En 1957, un tribunal arbitral tranche un différend entre les deux États, portant sur l'affaire dite du « lac Lanoux ». Ce lac situé en France est alimenté par le Carol, un affluent de la rivière espagnole, le Sègre. Voulant dévier le cours d'eau afin de le faire passer via une usine hydroélectrique, la France se trouve alors confrontée à un véto espagnol persistant ; ce conflit local ne trouve sa résolution que par la décision arbitrale du 16 novembre 1957 qui donne raison à la demande française, qui s'engageait à restituer à volume égal les eaux dérivées, par une galerie sous le col du Puymorens.

## Caractéristiques géographiques

### La frontière terrestre auXXIesiècle
La frontière terrestre franco-espagnole s'étend sur 623 kilomètres, au sud-ouest de la France et au nord-est de l'Espagne, plus longue frontière terrestre de la France métropolitaine devant celle avec la Belgique (620 km). Elle débute à l'ouest sur le golfe de Gascogne au niveau de la commune française d'Hendaye et de la ville espagnole d'Irun. La frontière suit ensuite une direction générale vers l'est, respectant à peu près la ligne de partage des eaux des Pyrénées jusqu'en Andorre, au pic de Médécourbe. La principauté interrompt la frontière entre l'Espagne et la France sur 33 kilomètres. Elle reprend à l'est de la principauté, au col appelé Portella Blanca d'Andorra, et se poursuit jusqu'à la Méditerranée, qu'elle atteint au niveau de Cerbère en France et de Portbou en Espagne.
Pour l'Espagne, et d'ouest en est, la frontière borde le nord de la province du Guipuscoa (communauté autonome du Pays basque), la Navarre, la province de Huesca (Aragon), la province de Lérida (Catalogne) avec le val d'Aran, et enfin la province de Gérone (Catalogne). En ce qui concerne la France, et toujours d'ouest en est, ce sont les limites sud des Pyrénées-Atlantiques (région Nouvelle-Aquitaine), des Hautes-Pyrénées, de la Haute-Garonne, de l'Ariège et des Pyrénées-Orientales (région Occitanie) qui sont définies par la frontière.

### Communes françaises

#### Pyrénées-Atlantiques
Hendaye, Urrugne, Biriatou, Urrugne, Ascain, Sare, Saint-Pée-sur-Nivelle, Ainhoa, Espelette, Itxassou, Bidarray, Saint-Étienne-de-Baïgorry, Banca, Aldudes, Urepel, Banca, Lasse, Arnéguy, Saint-Michel, Estérençuby, Lecumberry, Larrau, Sainte-Engrâce, Arette, Lées-Athas, Lescun, Accous, Borce, Urdos, Laruns.

#### Hautes-Pyrénées
Arrens-Marsous, Estaing, Cauterets, Gavarnie-Gèdre, Aragnouet, Tramezaïgues, Saint-Lary-Soulan, Génos, Loudenvielle.

#### Haute-Garonne
Oô, Cazeaux-de-Larboust, Castillon-de-Larboust, Saint-Aventin, Bagnères-de-Luchon, Saint-Mamet, Montauban-de-Luchon, Juzet-de-Luchon, Sode, Artigue, Gouaux-de-Luchon, Arlos, Fos, Melles.

#### Ariège
Sentein, Bonac-Irazein, Bordes-Uchentein, Seix, Couflens, Ustou, Aulus-les-Bains, Auzat.

#### Pyrénées-Orientales
Porta, Latour-de-Carol, Enveitg, Ur, Angoustrine-Villeneuve-des-Escaldes, Targasonne, Estavar, Saillagouse, Sainte-Léocadie, Bourg-Madame, Palau-de-Cerdagne, Valcebollère, Err, Llo, Eyne, Fontpédrouse, Mantet, Prats-de-Mollo-la-Preste, Lamanère, Serralongue, Coustouges, Saint-Laurent-de-Cerdans, Amélie-les-Bains-Palalda, Reynès, Céret, Maureillas-las-Illas, Le Perthus, L'Albère, Laroque-des-Albères, Sorède, Argelès-sur-Mer, Banyuls-sur-Mer, Cerbère.

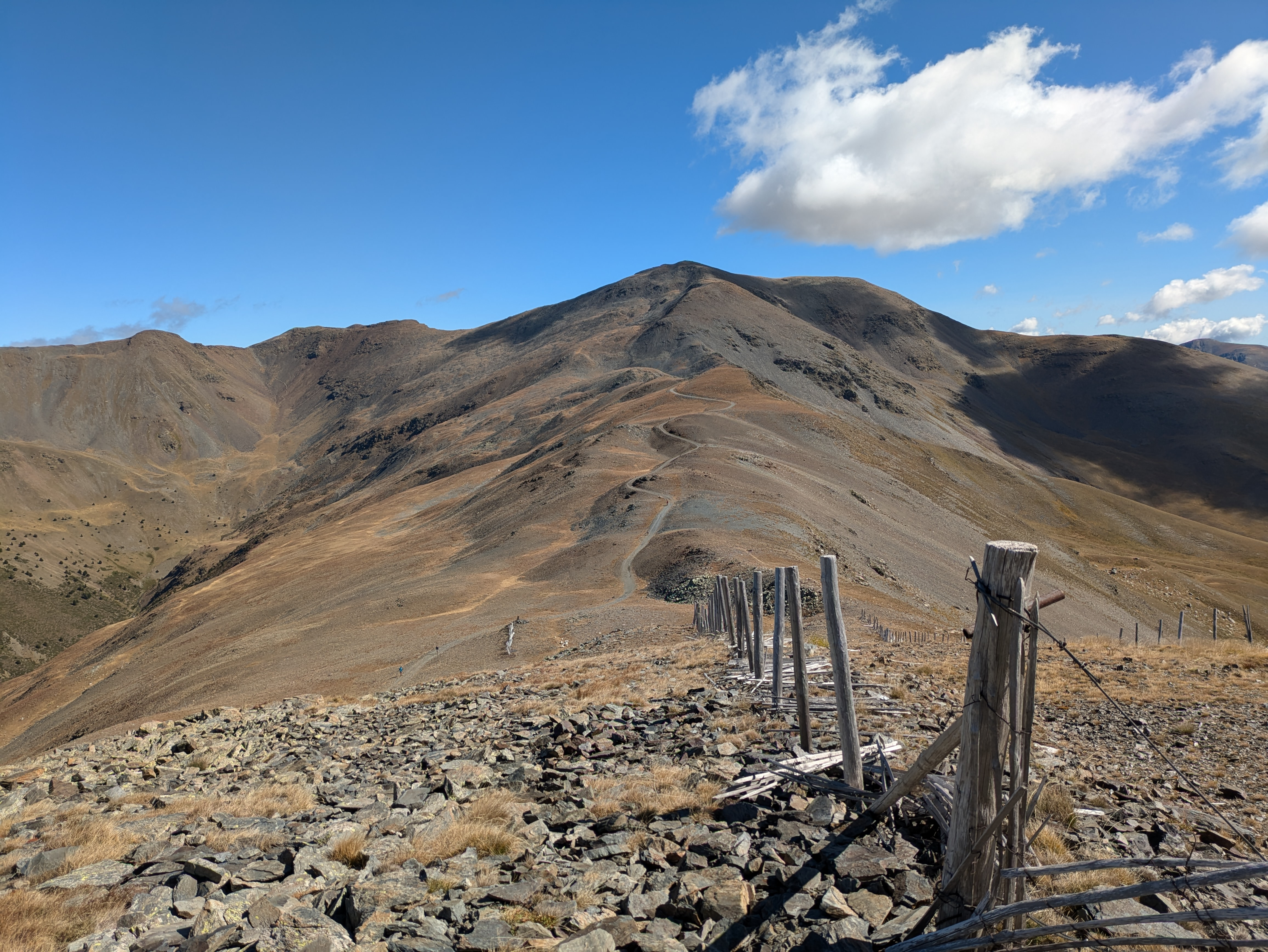
Vue vers l'est le long de la frontière franco-espagnole jusqu'au Puigmal d'Err (altitude 2 910 mètres), Pyrénées-Orientales. Commune d'Err à gauche ; municipi de Queralbs à droite.
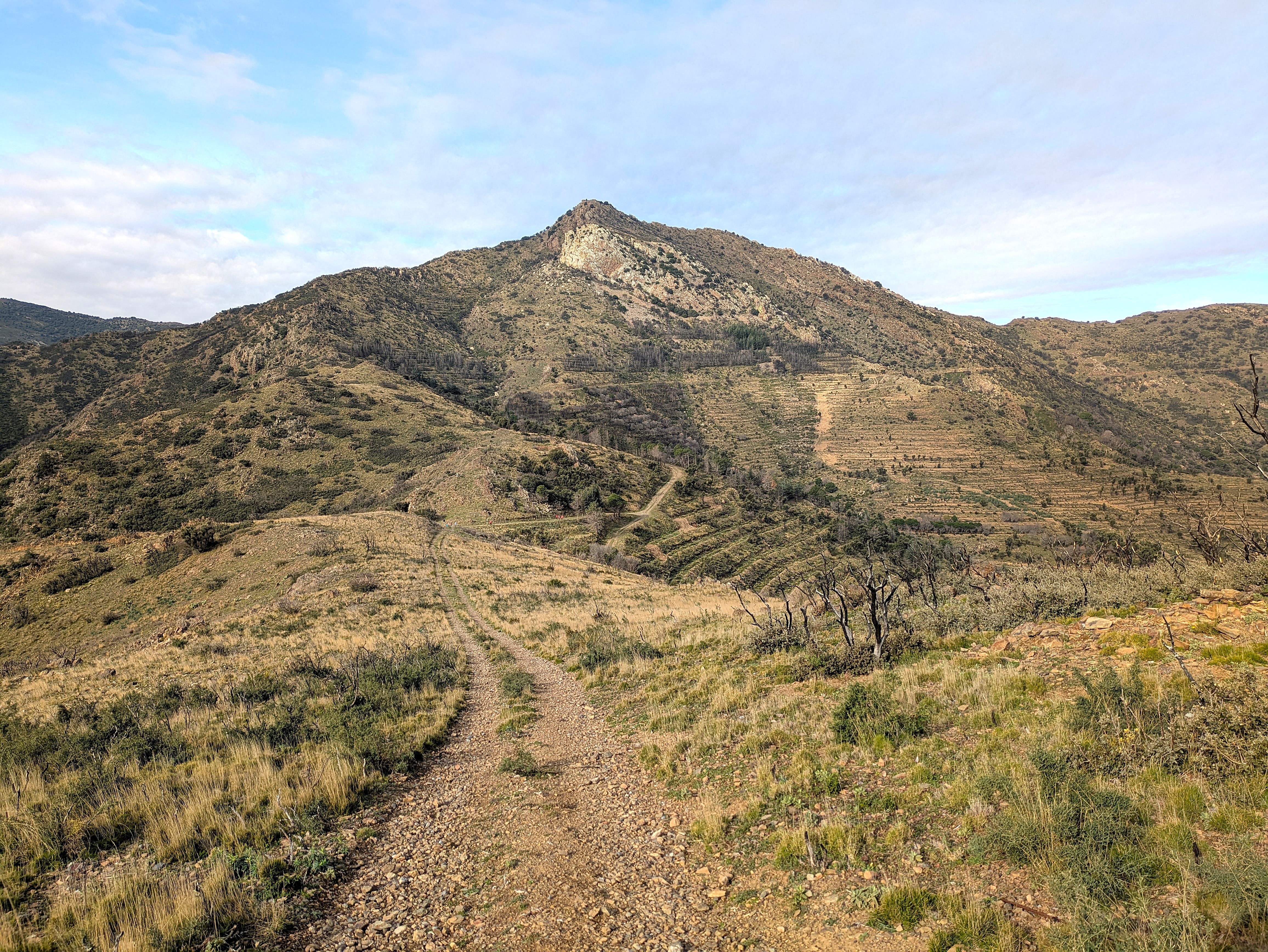
Vue vers l'ouest le long de la frontière franco-espagnole jusqu'au Querroig (altitude 672 mètres), Pyrénées-Orientales. Commune de Cerbère à droite ; municipi de Portbou à gauche.

### Matérialisation de la frontière terrestre

Bornage de la frontière (sélection).
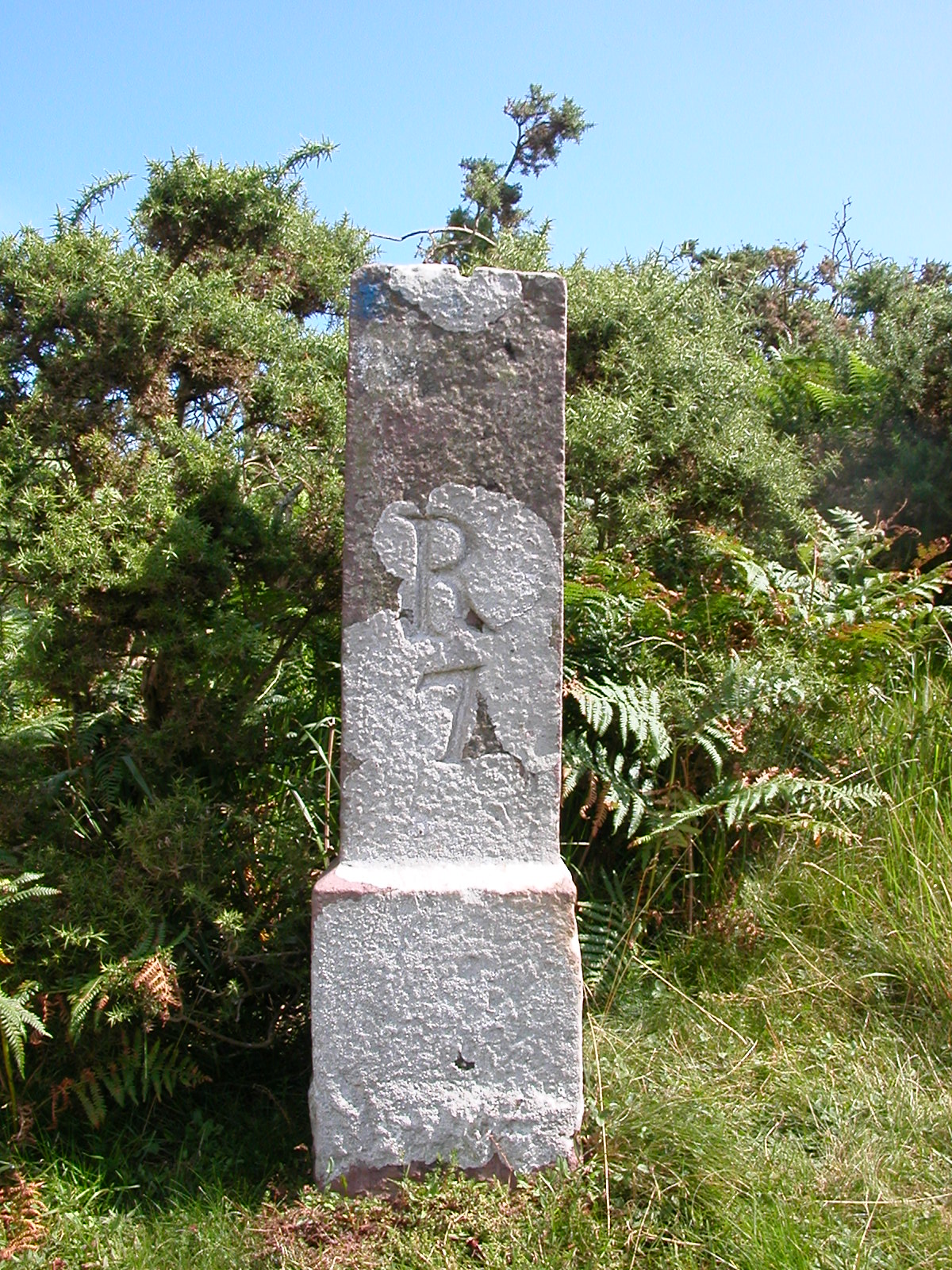
Borne n° 7, entre Vera et Biriatou.
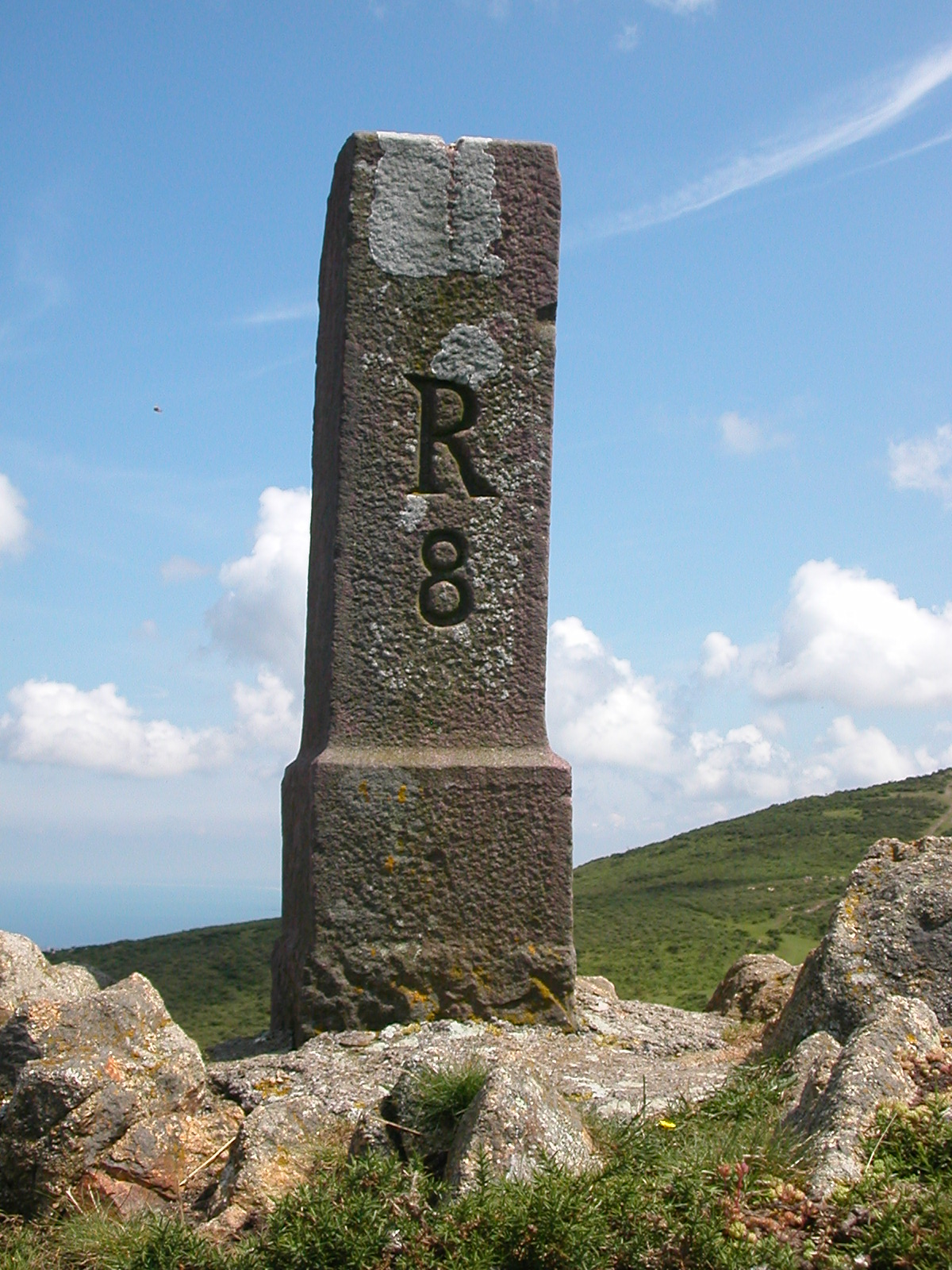
Borne n° 8, entre Vera et Biriatou.
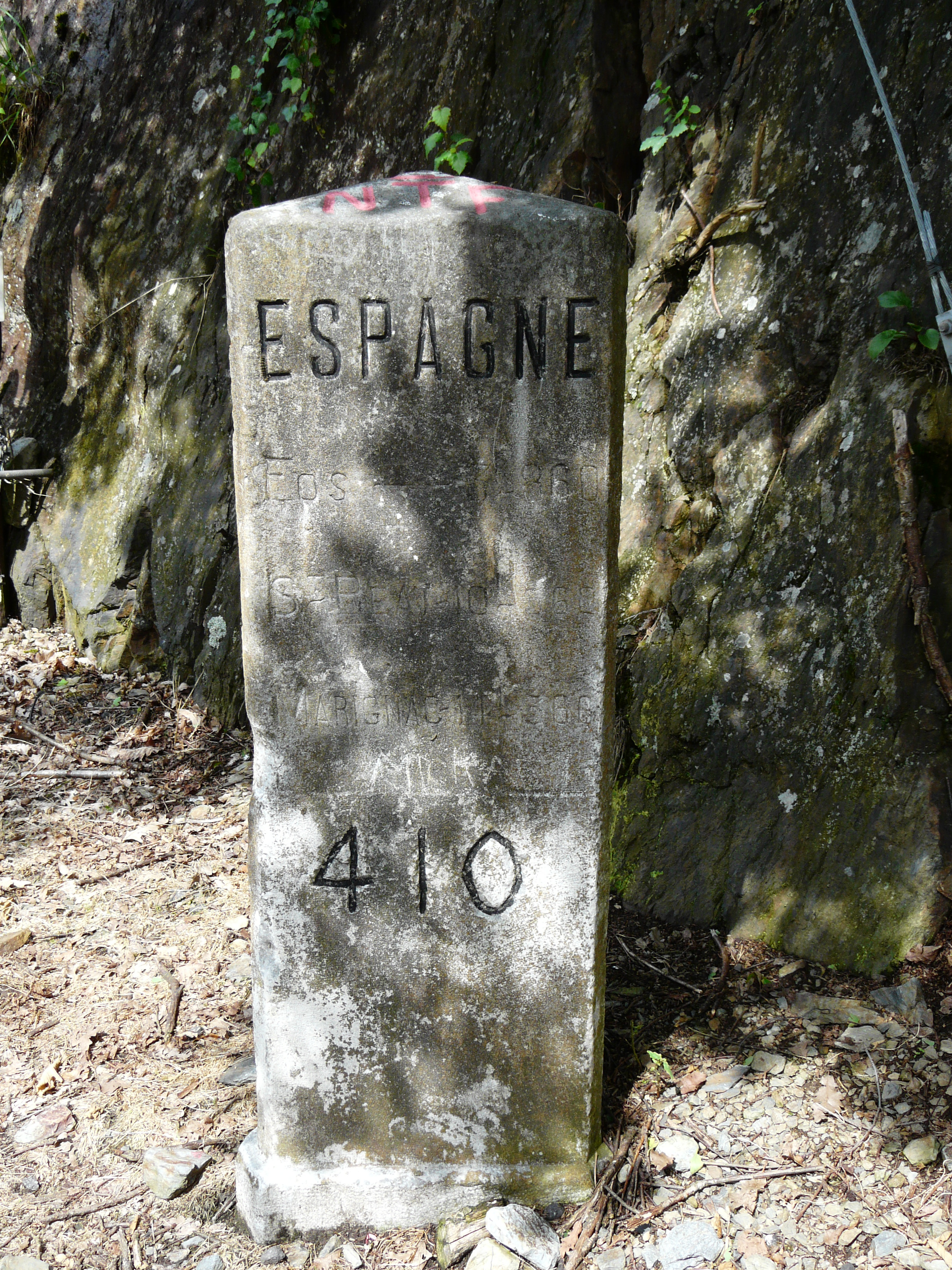
Borne n° 410 à Canejan.
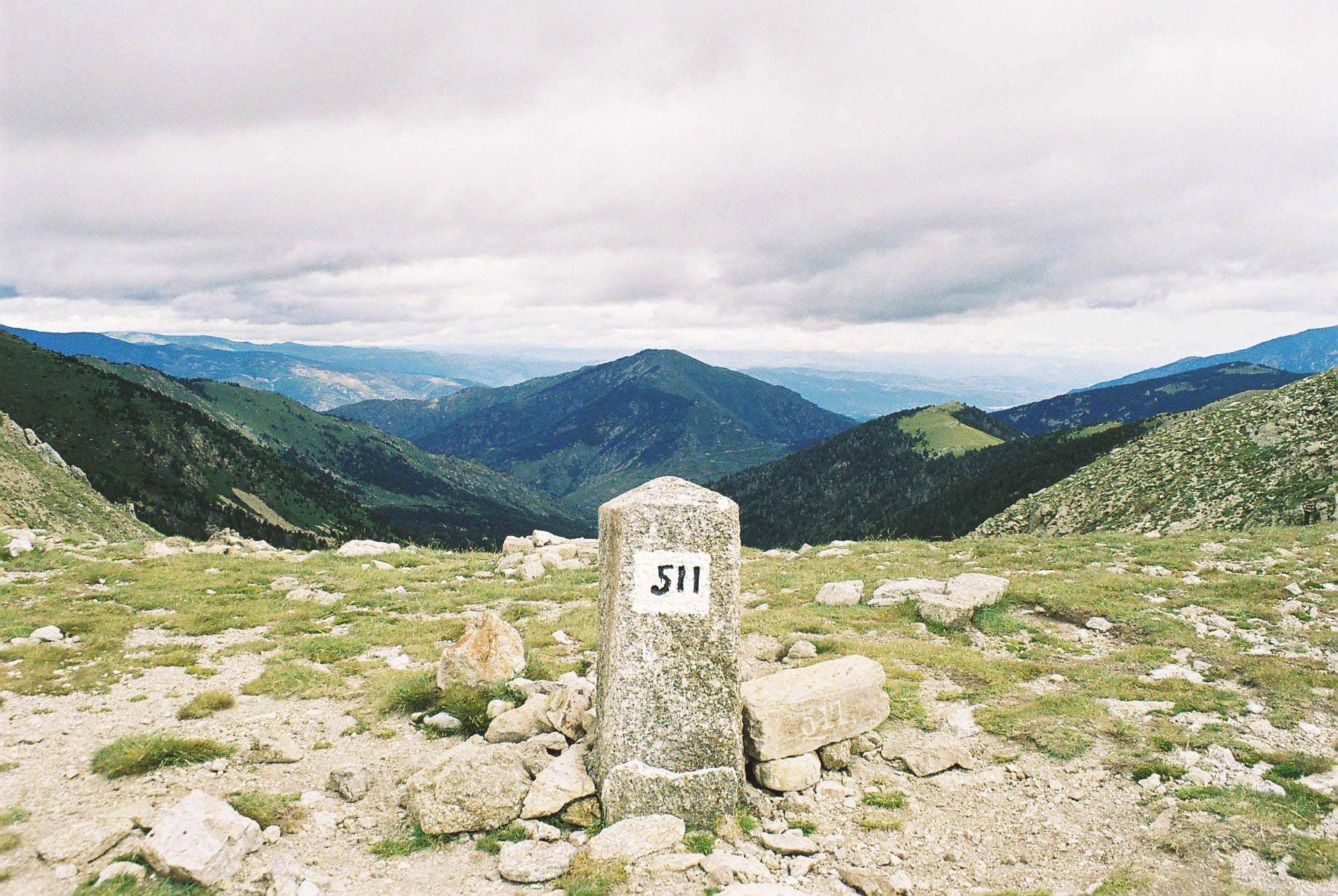
Borne n° 511 au col de Mentet.
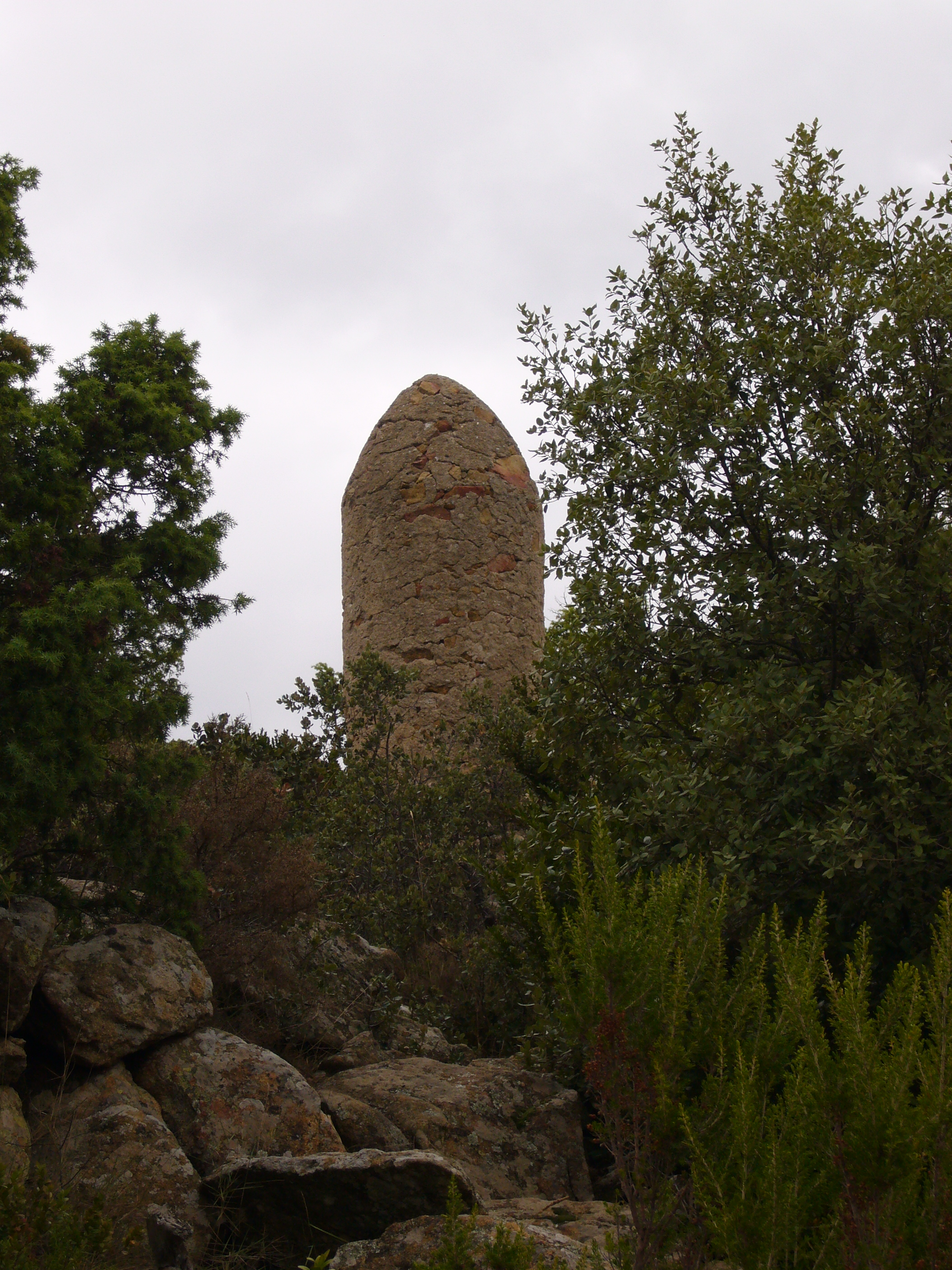
Ancienne borne à Bélesta.
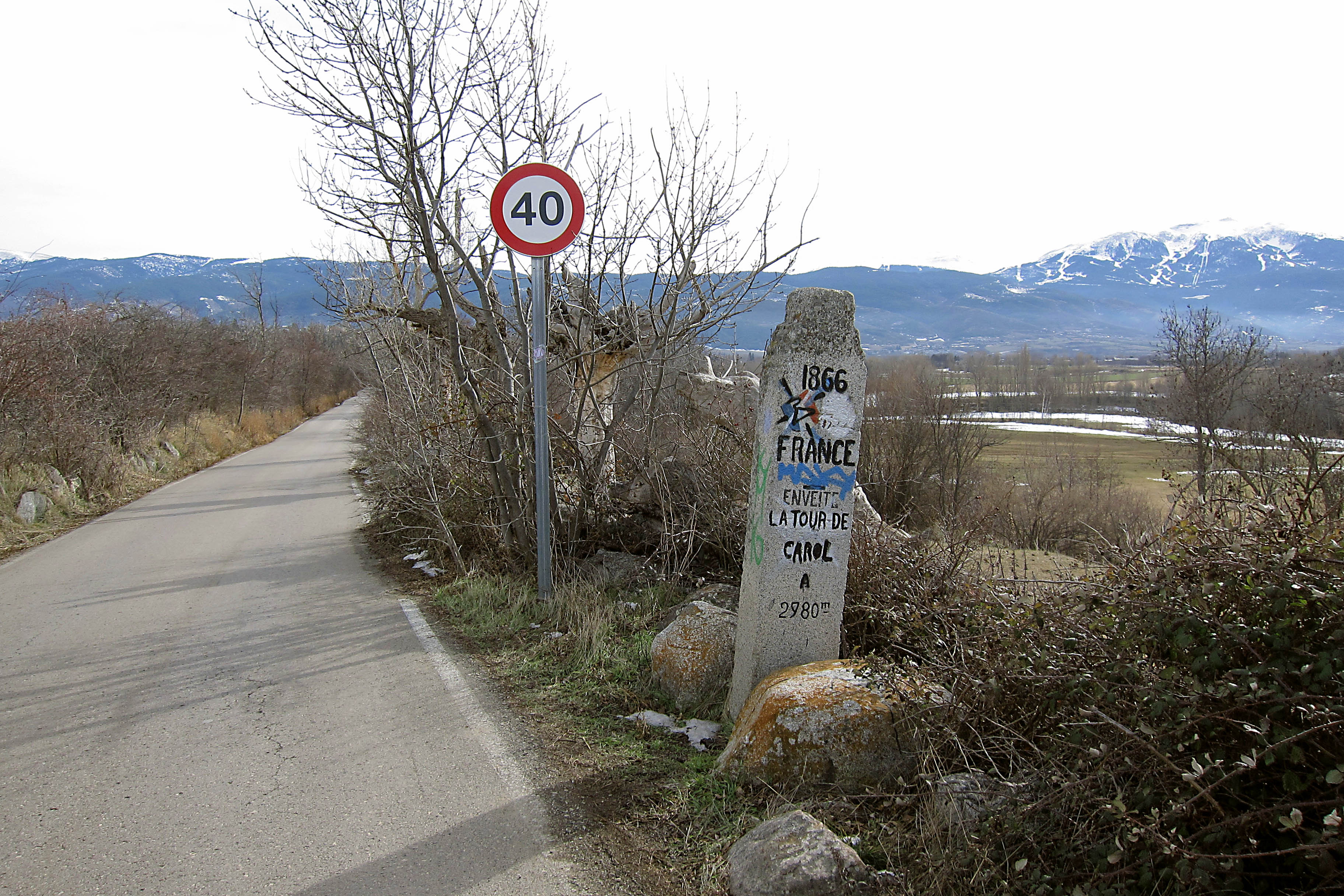
La frontière à Puigcerdà.
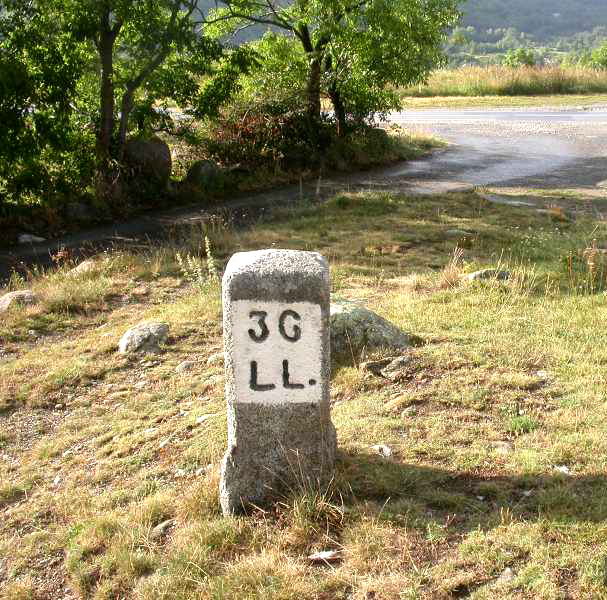
La frontière à Llívia.

La frontière est matérialisée par 602 bornes, numérotées d'ouest en est à partir de 1856, en respectant un tracé souvent ancien. Certaines bornes pastorales ont été placées avant la seconde moitié du XIXe siècle et viennent compléter le bornage officiel. Le traité de 1856 détermine l’emplacement de 272 bornes ou croix, de l'Atlantique à la Table des Trois Rois ; celui de 1862 ajoute 154 bornes, numérotées de 273 à 426, de la Table des Trois Rois au port de Bouet, à la frontière ouest avec l'Andorre ; enfin l’acte de 1866 détermine 176 bornes supplémentaires, de 427 à 602, au départ du tripoint est France - Espagne - Andorre, jusqu’à la Méditerranée.
La borne no 1 se situe sur les bords de la Bidassoa, à environ 8,5 km en amont du pont ferroviaire entre Hendaye et Irun, à l'endroit où la frontière ne suit plus ce fleuve et s'incurve vers l'est. Cette borne est ainsi située entre la commune de Vera de Bidassoa et la commune de Biriatou. Le col du Somport accueille la borne no 305 et celui de Pourtalet, la borne no 310. D'autres ports recèlent eux aussi une balise, comme le port qui permet le passage de Cauterets à Panticosa (borne no 313), ou le port de Venasque (borne no 332) entre la vallée de la Pique en France et celle de l'Ésera en Espagne. La borne no 602 est matérialisée par une croix située sur les pentes du cap Cerbère, dominant la mer Méditerranée entre les communes de Portbou et Cerbère.
De plus, 45 bornes marquent la frontière autour de l'enclave de Llívia. Elles sont numérotées dans le sens anti-horaire à partir de la borne no 1 située au niveau de l'entrée de la route neutre — RD 68 des Pyrénées-Orientales — dans l'enclave. Ce point marque aussi la rencontre entre les communes françaises de Bourg-Madame et Ur, avec la commune espagnole de Llívia.

### Particularités territoriales

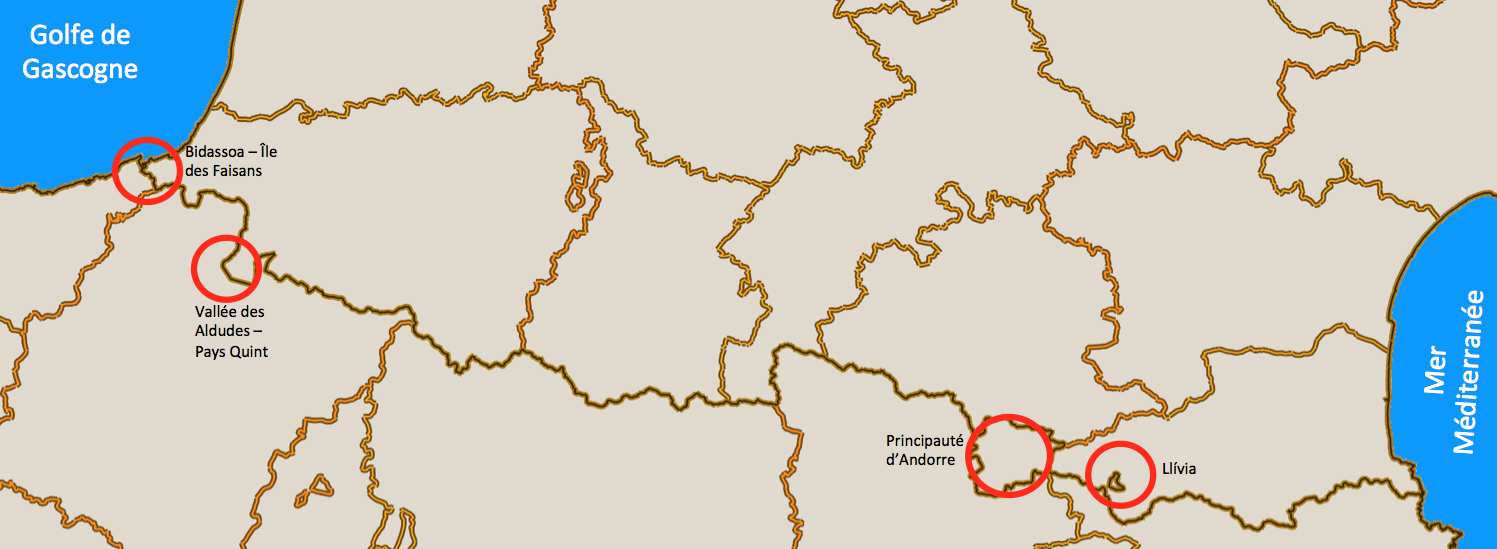
Les principales particularités territoriales de la frontière.

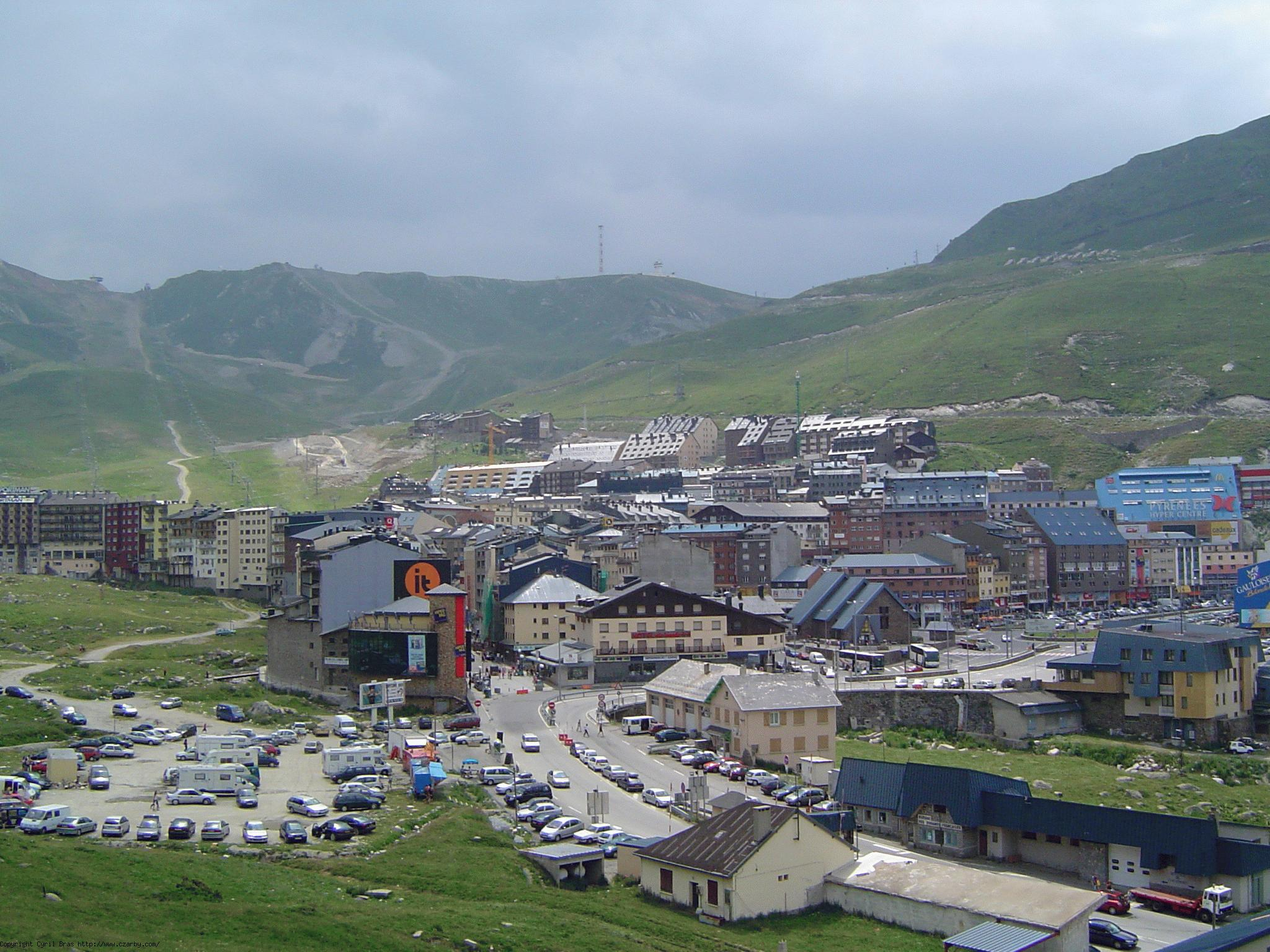
Andorre, le Pas de la Case à la frontière avec la France.

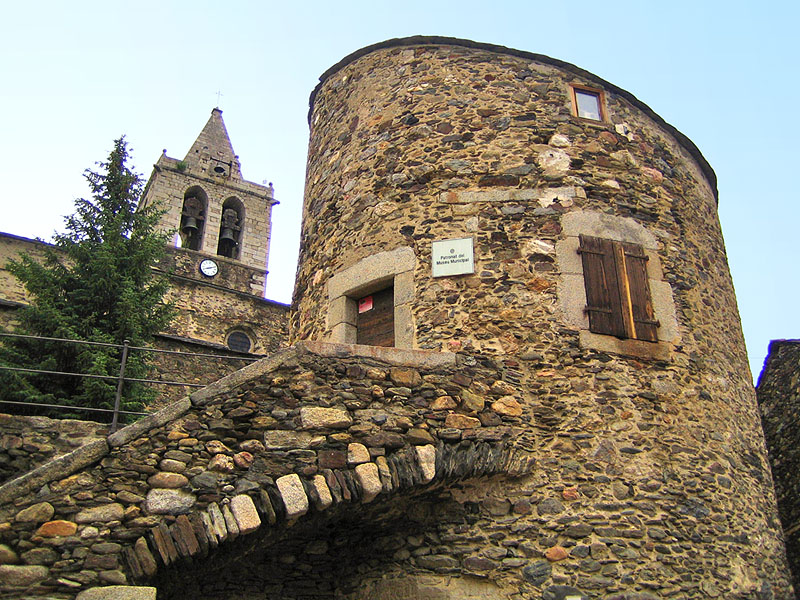
La tour de Bernat de So à Llívia.

L’histoire a fortement marqué le tracé de la frontière et il demeure encore aujourd’hui des particularités territoriales dont l’origine remonte aux conflits et accords du Moyen Âge, et qui relèvent d’un droit international qui a dû s’adapter à ces anciennes règles.
La principauté d’Andorre, dont le territoire est entièrement enclavé entre l’Espagne et la France dans la chaîne des Pyrénées, est une nation souveraine dont la création remonte à l’an 780, sous le règne de Charlemagne. Elle est régie par un contrat de droit féodal, le paréage, qui concède le trône andorran à deux coprinces, l'évêque espagnol d'Urgell et le chef d'État français. Elle possède une superficie de 468 km2 et une population estimée à 85 468 habitants en 2023. L'Andorre adhère à certains programmes de coopération frontalière établis entre l’Espagne et la France.
Peu après le début occidental de la frontière, alors que celle-ci suit le cours de la Bidassoa, se trouve l'île des Faisans, au milieu du fleuve. Elle possède un régime frontalier particulier, l'île étant un condominium, dont la souveraineté est partagée entre les deux pays (voir infra).
Autre particularité, la ville de Llívia, ancienne capitale de la Cerdagne, est une enclave espagnole en territoire français, dans les Pyrénées-Orientales. Une route « neutre » — c’est-à-dire sans contrôle douanier ; il s’agit de la route espagnole N-154 entre Puigcerdà et Llívia, qui coupe la N20 entre Bourg-Madame et Ur — la relie à l'Espagne. Son sort d’enclave semble être décidé lors du traité des Pyrénées de 1659, mais il faut attendre le traité de Bayonne de 1866 pour que la situation soit définitive.
Plus à l’est, le village français du Perthus, dont le territoire n’est définitivement fixé qu’à partir du 29 avril 1851, est situé à cheval sur la frontière qu’il partage en ce point avec la commune espagnole de la Jonquera ; particularité géographique, le village se situe au sud de la ligne de crêtes. La frontière est marquée par l’épaulement est de la RN 9 située en France sur toute sa largeur. La traversée piétonne de la route permettant le passage d’un pays à l'autre, cette situation est restée favorable au trafic incontrôlé de marchandises, jusqu’à la disparition des frontières douanières en 1995.
La vallée des Aldudes s’étend en zone frontalière de la Haute et de la Basse-Navarre. Une ordonnance du 12 octobre 1200 fixe les modalités de répartition de cette région indivise entre les différentes vallées limitrophes. Nombre de conflits et de procès émaillent l’histoire des relations entre ces vallées ; pas moins de huit sentences prononcées au XVIe siècle confirment que « la propriété et possession des Aldudes appartiennent à Valderro ». La notion de jouissance apparaît pour la première fois lors des capitulations signées le 25 septembre 1614 par les représentants des suzerains français et espagnols. La fin du XVIIe siècle et le début du XVIIIe siècle sont marqués par des conflits armés, telle l’action du marquis de Valero en 1695, pour contrer les incursions des pasteurs et des troupeaux de Baïgorry, qui ne manquent pas d’avoir des retentissements internationaux. Un « aménagement des frontières » a lieu le 23 août 1769 à Ispéguy, et le bornage est vérifié le 9 octobre suivant en présence du représentant royal et de ceux des villages et vallées concernés, bientôt modifié en 1785 dans un traité des limites,. Las, la Révolution vient bouleverser ce bel ordonnancement, et la France ne reconnaît pas le traité, malgré ceux de Bâle en 1795 et de Paris en 1814. Le début du XIXe siècle voit de nouvelles tentatives d’accords qui aboutissent le 21 novembre 1829 à une première transaction divisant la jouissance du pays Quint. Ce pays Quint est un territoire de 25 km2, situé au sud de la vallée des Aldudes, à la limite des communes d'Aldudes, d'Urepel et de Banca. Le traité de Bayonne de 1856 accorde la propriété du territoire à l’Espagne, et la jouissance à la France. Plusieurs dispositions d’application ont été encore nécessaires — ordre du 22 décembre 1948 portant sur celui du 31 juillet 1892 — pour faciliter l’application du traité de 1856. Au début des années 2010, la France verse toujours une somme forfaitaire aux vallées du Baztan et d’Erro, pour l’utilisation des pâturages, et les habitants du pays Quint paient l’impôt foncier en Espagne et la taxe d'habitation en France.

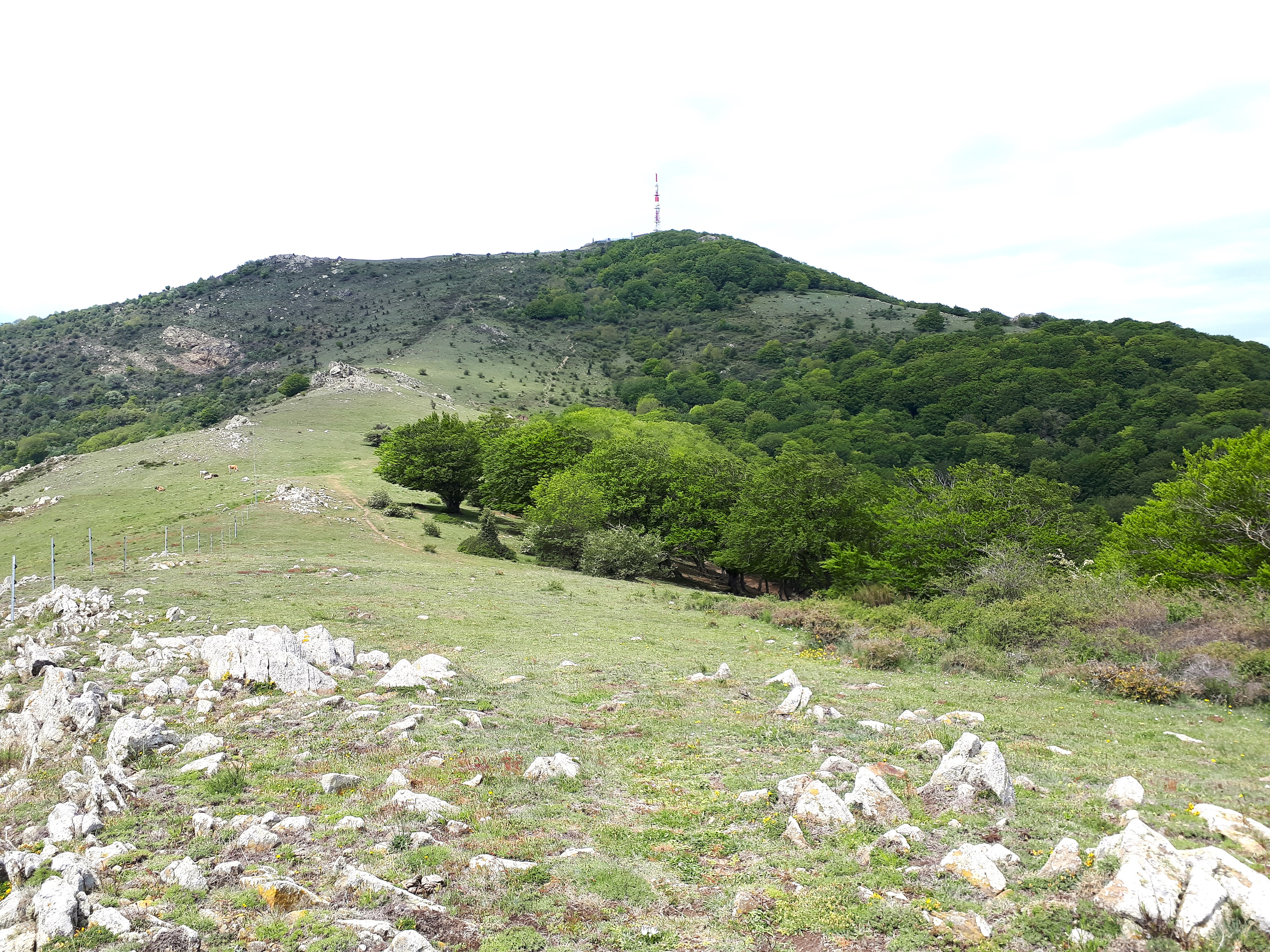
Pic Néoulous, vu de l'est depuis la crête frontalière entre la France (à droite, commune de Sorède) et l'Espagne.

Enfin, il faut noter que les représentants français et espagnols à la commission d'abornement de la frontière entre les deux États ont constaté des différences d'appréciation sur son tracé, notamment au pic du Néoulous, sommet du massif des Albères.

### Passages et voies de communication terrestres

#### Des points de passage qui ont marqué l'histoire
Le col du Perthus est emprunté en 218 av. J.-C. par Hannibal et son armée accompagnée d'éléphants lors de la deuxième guerre punique. Plus à l'est, au col de Panissars où se dresse le trophée de Pompée, et que les Romains nomment Summum Pyrenaeum, se trouve le point de jonction de la Via Domitia au nord — entreprise depuis 118 av. J.-C. — et de la Via Augusta au sud. Le site de Panissar est partagé entre l’Espagne et la France depuis le traité des Pyrénées ; il a fait l’objet de fouilles et de publications conjointes menées par la direction régionale des affaires culturelles du Languedoc-Roussillon et son homologue de la généralité de Catalogne. Le trophée de Pompée, dont la construction est estimée des années 70 av. J.-C., possède une symbolique forte puisqu’il incarne la restauration en 1659 de la frontière franco-espagnole perdue lors du traité de Corbeil de 1258, également appelé « acte de paix »,.
Le 27 novembre 711, les armées musulmanes débarquent au djebel Tarik ou Gibraltar et s’emparent de Narbonne en 720, après avoir traversé les Pyrénées en provenance de Barcelone.
La bataille de Roncevaux, le 15 août 778, voit l'arrière-garde commandée par Roland, neveu de Charlemagne, attaquée et détruite par les Vascons, alors que Charlemagne et le reste de l'armée franque franchissent le col sans être inquiétés.
Près de trois siècles plus tard, en 1064, l’armée catalane d’Armengol, comte d’Urgell, à laquelle se sont alliés des contingents venus d’Italie, et celle de Guillaume VIII, duc d’Aquitaine, renforcée de la chevalerie normande, flamande, champenoise et bourguignonne, traversent les Pyrénées par le col du Somport pour mettre le siège devant Barbastro.

#### Voies routières

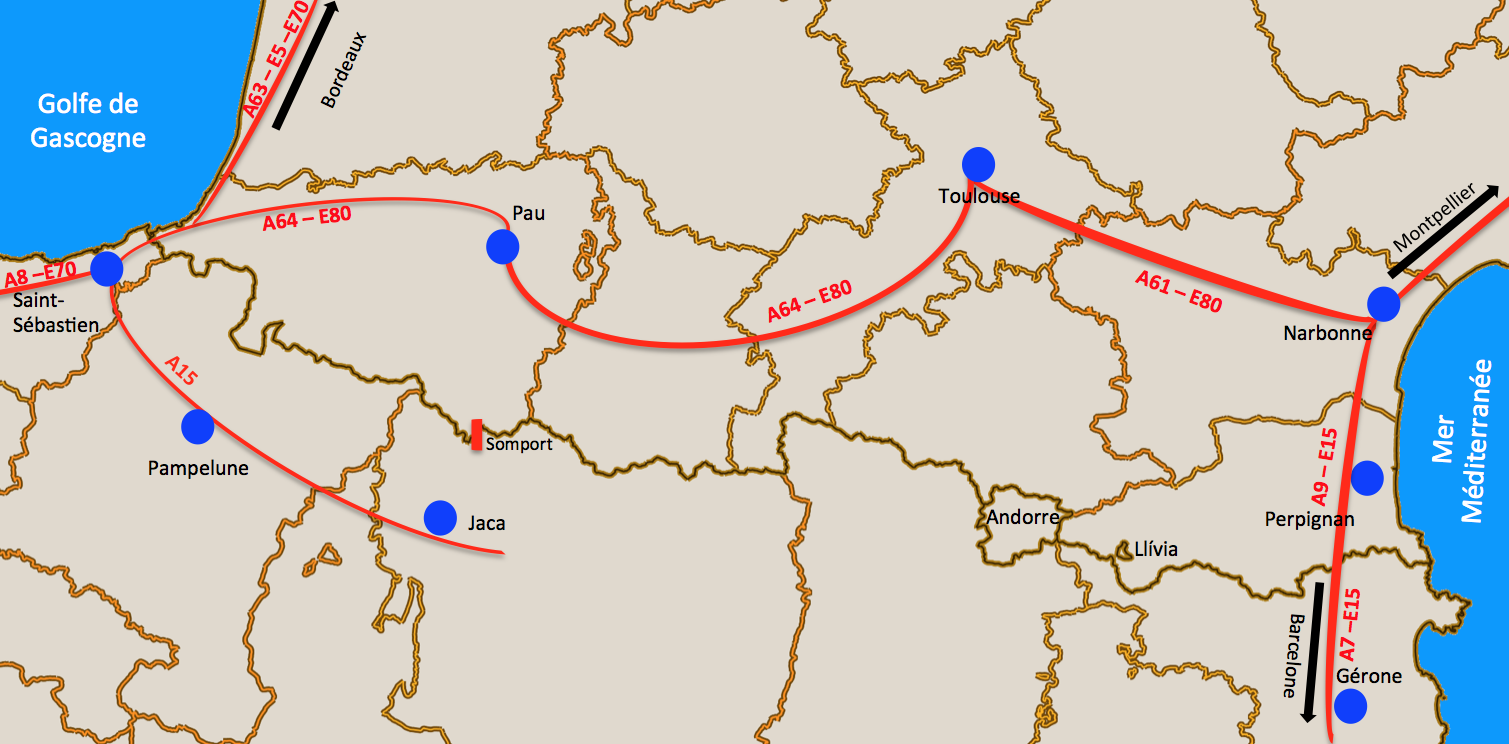
Les voies autoroutières dans la zone pyrénéenne.

Le réseau d’autoroutes et de routes nationales franchissant la frontière est assez distendu ; le relief montagneux force les voies de communication à privilégier les zones côtières et quelques cols de la chaine pyrénéenne. À l'est et à l'ouest de la chaine des Pyrénées, deux autoroutes permettent des échanges routiers entre l'Espagne et la France. Il s'agit de la route européenne 15 qui, venant de Narbonne sous le nom d'autoroute A9, rejoint Perpignan, puis se dirige vers Barcelone, sous le nom d'autoroute AP-7, après avoir passé la frontière au Perthus. De son côté, la route européenne E80 qui vient de Toulouse, rejoint, au niveau de Bayonne, la route européenne E70 en provenance de Bordeaux, et pénètre en Espagne à Biriatou / Irun. Avant son passage en Espagne, la voie se nomme autoroute A63 (depuis Bordeaux) et A64 (depuis Toulouse), puis, dès le passage de la frontière, autoroute AP-8.
Peu de routes nationales ou départementales permettent aux véhicules routiers le franchissement de la frontière, en reliant les réseaux routiers des deux pays. À l’extrême est, dans les Pyrénées-Orientales, la route départementale 914 (RD 914) franchit la frontière à Cerbère / Portbou, en suivant la côte méditerranéenne. En se dirigeant vers l’ouest, le col du Perthus, à 290 mètres d’altitude, connecte l’Espagne et la France par la route européenne 15. Il permet également le raccordement de la route nationale 9 française, en provenance de Perpignan, à la RN espagnole N-II qui se dirige vers Barcelone.
En provenance de Céret, l’ancienne route nationale 115 parvient au col d’Ares, à 1 513 mètres d’altitude, sous le nom de RD 115. Elle rejoint alors la route espagnole C 38 qui se dirige vers Camprodon. Contournant l’enclave de Llívia, la RN 116 et la RN 20 retrouvent l’autoroute espagnole C-16 après avoir atteint Bourg-Madame / Puigcerdà.
La RN 20, quitte Ax-les-Thermes vers le sud ; elle se divise en trois à l'Hospitalet-près-l'Andorre ; avant le col de Puymorens, elle se raccorde à la route desservant la principauté d'Andorre par le port d'Envalira et le tunnel d'Envalira sous les noms de CG 2 et CG 1, avant de rejoindre la N 14 espagnole. En Haute-Garonne, la RN 125 relie Montréjeau au Pont du Roi à Fos, desservant Vielha e Mijaran dans le val d'Aran par la N 230.
En provenance d'Aínsa-Sobrarbe, la route espagnole A 138 traverse la frontière par le tunnel d'Aragnouet-Bielsa, long de 3 070 mètres, avant de remonter vers Lannemezan par la départementale D 173.

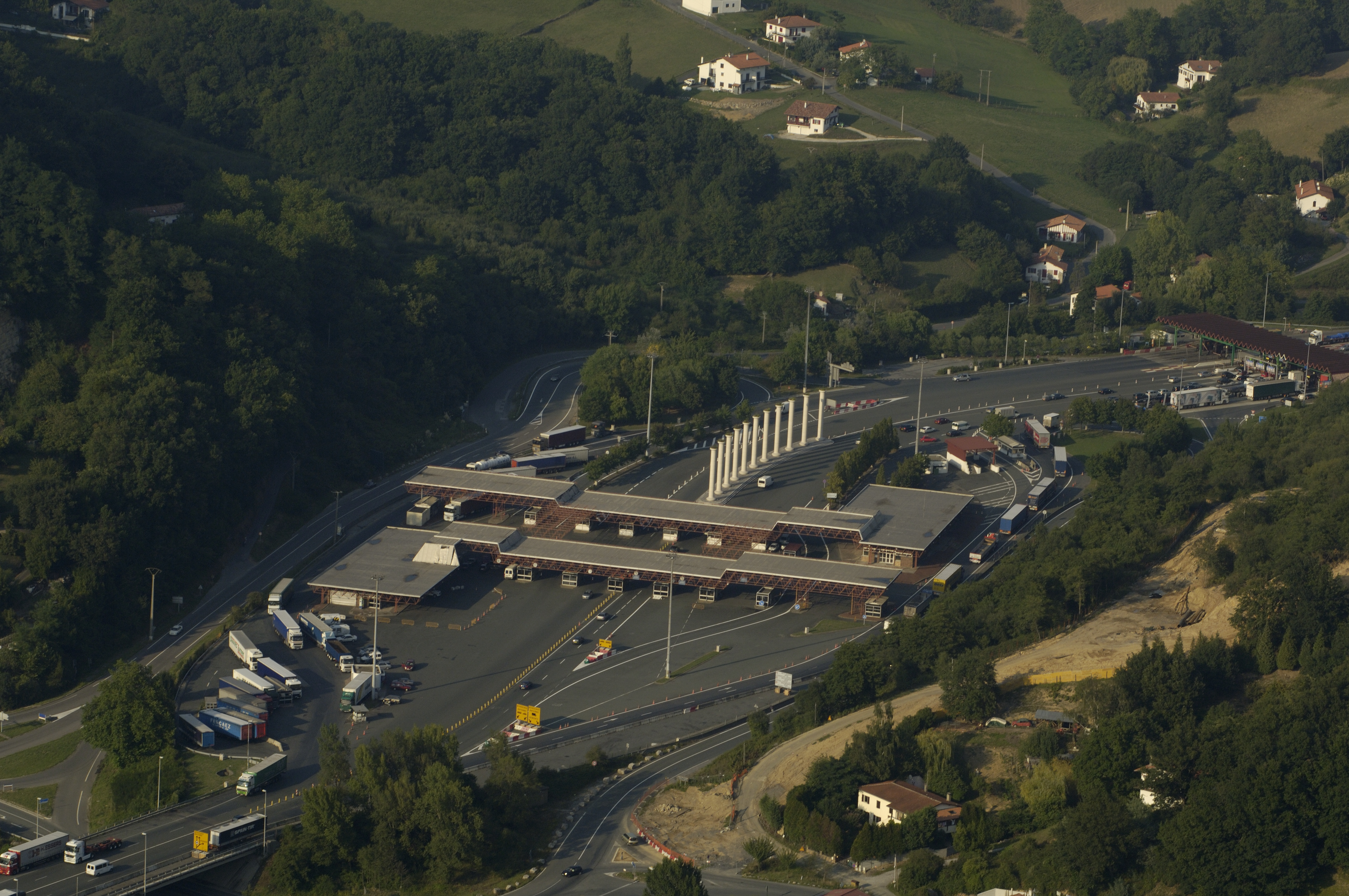
Ancien contrôle douanier franco-espagnol à Biriatou, sur l'autoroute A63

En continuant vers l'ouest, les prochains passages d'importance sont le col du Pourtalet avec la route espagnole A-136 en provenance de Saragosse via la route espagnole N-330 et la routé française D934 (ancienne RN 134bis) qui emprunte la vallé d'Ossau, puis le col du Somport dans les Pyrénées-Atlantiques, à 1 632 mètres d'altitude. La route nationale 134 emprunte la vallée d'Aspe avant de franchir la frontière par le tunnel de Somport et de se diriger vers Canfranc par la route espagnole N 330. Puis, au sud de Saint-Jean-Pied-de-Port, la D 933 se dirige vers Arnéguy, franchit la frontière sur le pont international et trouve la route nationale 135 qui se dirige vers le col de Roncevaux et Pampelune.
À partir de Saint-Jean-Pied-de-Port, le réseau routier transfrontalier secondaire se fait plus dense, au fur et à mesure de la réduction de l'altitude. Le long de l'océan, la RN 10 est à présent doublée par l'autoroute A63, et le passage entre la France et l'Espagne se fait à Biriatou, point de jonction avec la autoroute AP-8 espagnole.
| Route Européenne | Route d'Espagne | Villes desservies                     | Point de passage | Villes desservies                  | Route de France |
| ---------------- | --------------- | ------------------------------------- | ---------------- | ---------------------------------- | --------------- |
| E 05             | AP-1            | Madrid - Burgos - Saint-Sébastien     | Irun / Biriatou  | Bordeaux - Poitiers - Tours        | A63             |
| E 07             | N 330           | Saragosse - Huesca - Jaca             | Col du Somport   | Pau                                | N 134           |
| E 09             | C-16            | Barcelone                             | Puigcerda        | Toulouse - Limoges - Orléans       | N 20            |
| E 15             | AP-7            | Tarragone - Barcelone - Gérone        | Col du Perthus   | Narbonne - Orange - Lyon           | A9              |
| E 70             | AP-8            | Oviedo - Bilbao - Saint-Sébastien     | Irun / Biriatou  | Bordeaux - Clermont-Ferrand - Lyon | A63             |
| E 80             | AP-1            | Salamanque - Burgos - Saint-Sébastien | Irun / Biriatou  | Pau - Toulouse - Narbonne          | A64             |

#### Voies ferrées

Voies ferrées entre l’Espagne et la France (sélection).
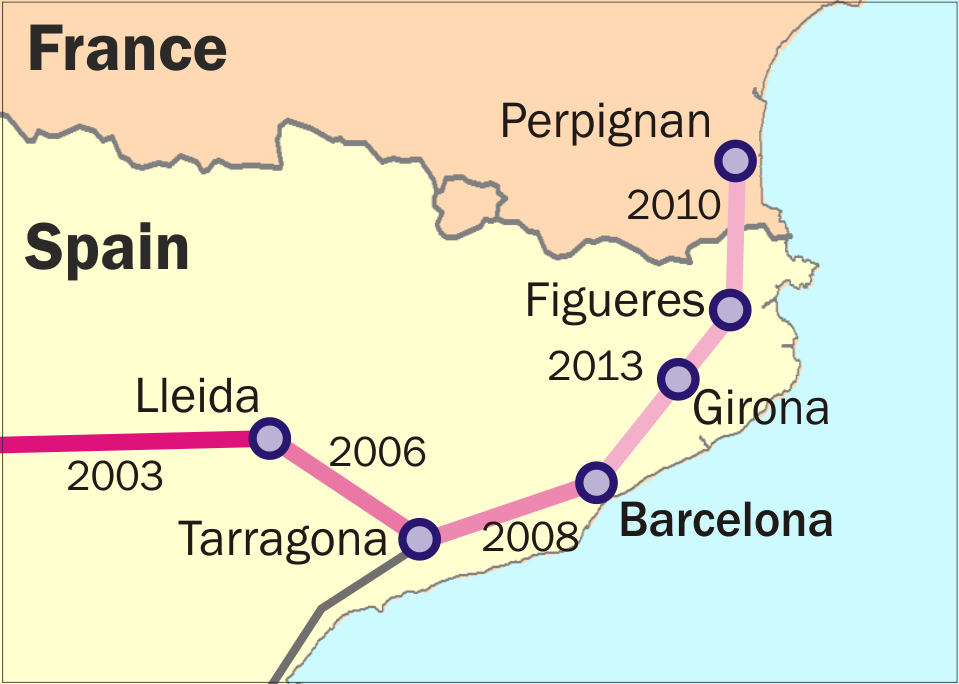
Ligne de Perpignan à Figueras.
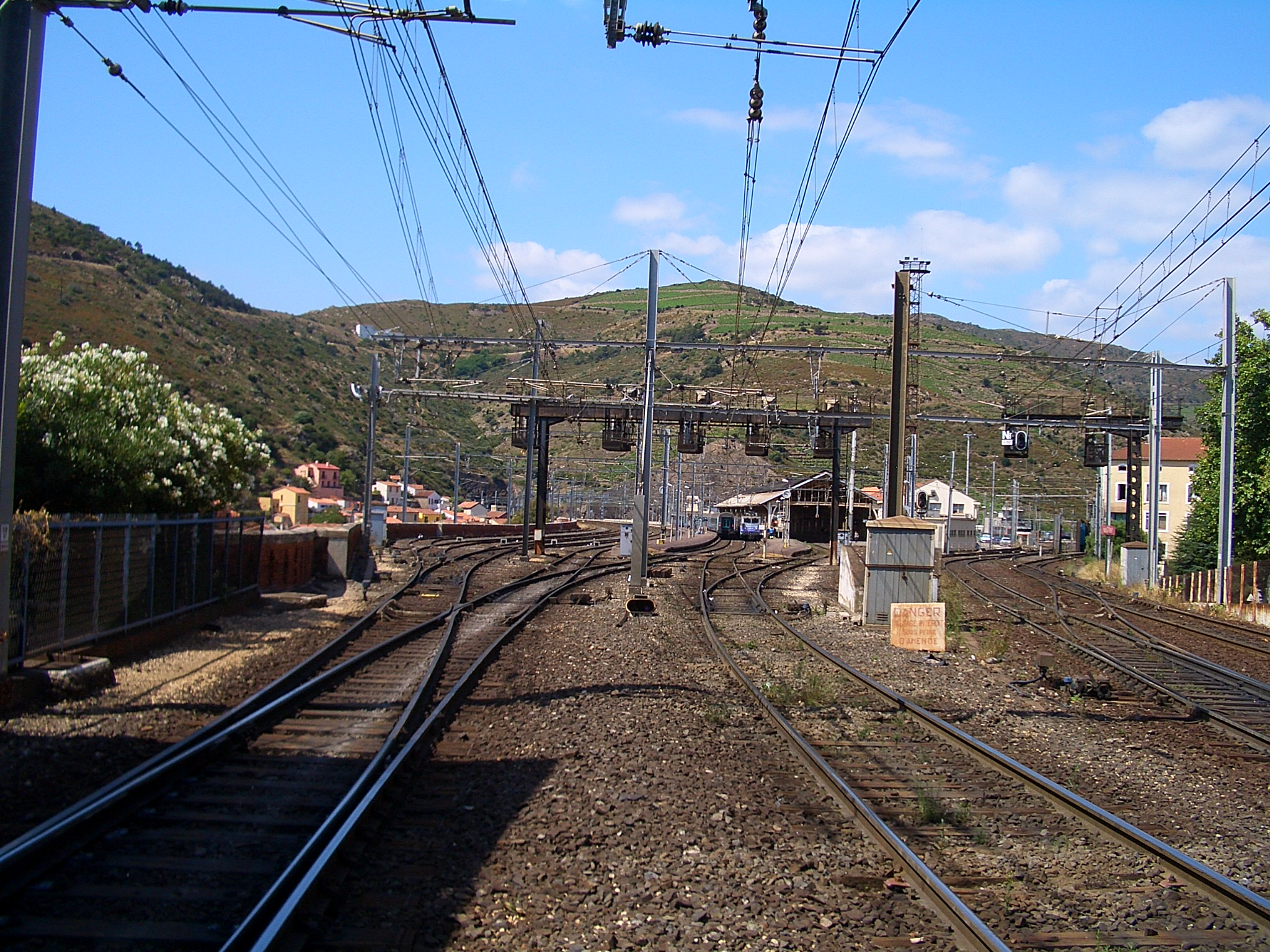
La gare de Cerbère
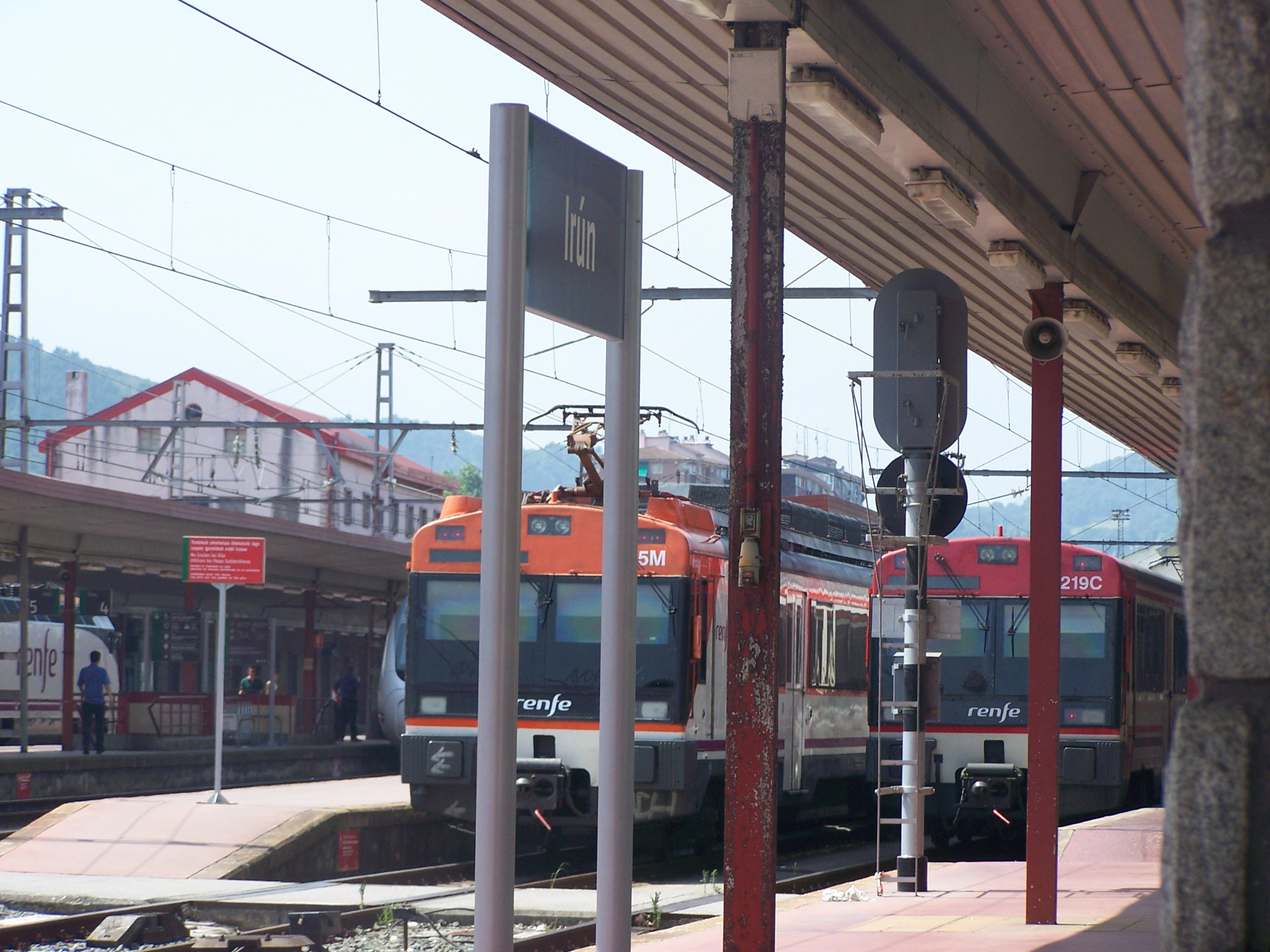
La gare d'Irun.
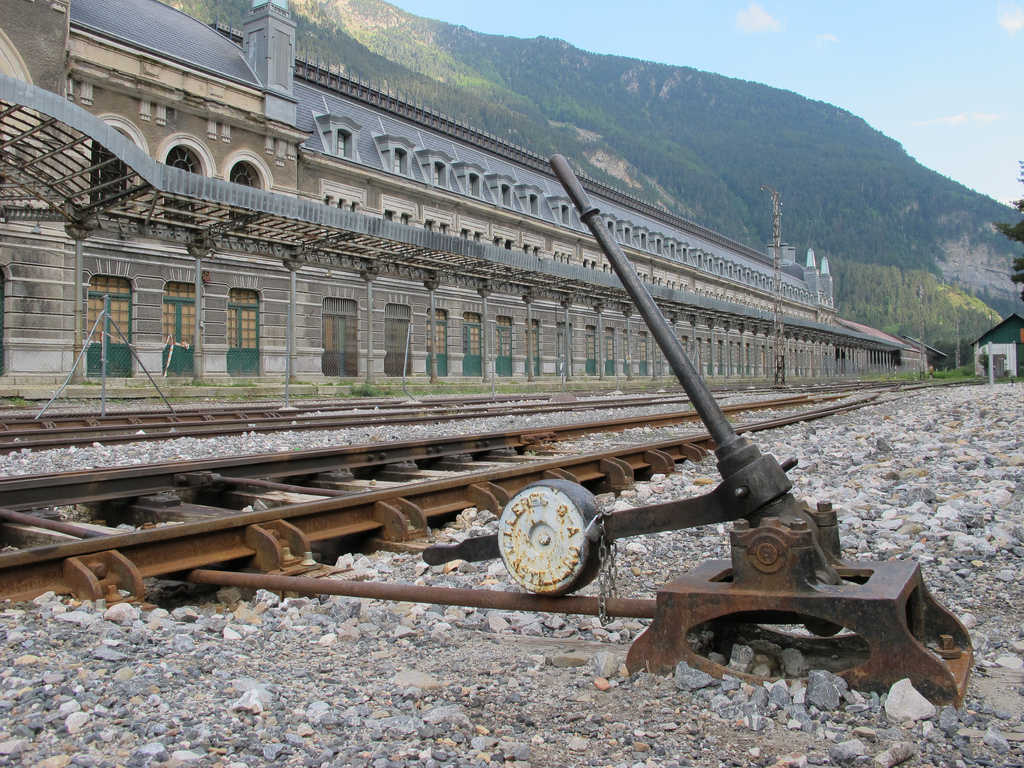
La gare internationale de Canfranc.

Plusieurs voies ferrées franchissent la frontière entre l'Espagne et la France ; elles font l’objet d'une convention entre États signée à Paris le 18 août 1904. La ligne de Perpignan à Figueras est une ligne ferroviaire à grande vitesse adaptée pour les trains de voyageurs et de fret à écartement standard UIC. Elle franchit la frontière franco-espagnole par un tunnel de 8,3 kilomètres. La ligne de Portet-Saint-Simon à Puigcerda est une voie ferrée secondaire. Le tronçon entre les gares de Latour-de-Carol - Enveitg et Puigcerdà comporte deux voies, l'une à écartement standard et l'autre à écartement ibérique.
En d'autres points, compte tenu de la différence d'écartement des voies, la frontière est encadrée par deux gares terminus des réseaux nationaux. Il en est ainsi pour la ligne de Narbonne à Port-Bou. La jonction s'effectue dans le tunnel entre les gares de Cerbère et Portbou. À la fin du XIXe siècle et au début du XXe siècle, le transfert des fruits en gare de Cerbère des trains espagnols sur des wagons français, dont l’écartement des roues diffère, se fait à dos de femmes appelées les transbordeuses d’oranges. Celles-ci déclenchent en 1906 une grève qui dure plus d’un an et qui constitue la première grève féminine française.
Il en est de même du côté occidental au franchissement de la Bidassoa, la ligne de Bordeaux-Saint-Jean à Irun comporte deux voies, l'une à écartement standard et l'autre à écartement ibérique entre les gares d'Hendaye et Irun, où arrive la ligne espagnole de Madrid à Irun.
Au centre des Pyrénées, la ligne de Pau à Canfranc est une ligne internationale, à voie unique et à écartement standard, qui est fermée au trafic depuis un accident survenu le 27 mars 1970. L'exploitation de la ligne est depuis lors réduite au parcours entre Pau -et Bedous.
Enfin, le Métro de Saint-Sébastien (Topo) passe par Irun, traverse la frontière et dessert Hendaye à la fréquence de 30 minutes.
| Code UIC | Ligne d'Espagne                   | Gare d'Espagne | Ligne de France                                 | Gare de France            | Remarques |
| -------- | --------------------------------- | -------------- | ----------------------------------------------- | ------------------------- | --- |
| 290      | 270 Ligne de Barcelone à Cerbère  | Portbou        | 677 000 Ligne de Narbonne à Port-Bou            | Cerbère                   | Deux voies uniques électrifiées en 1 500 V et 3 000 V, l'une à l'écartement normal UIC l'autre à l'écartement ibérique |
| 291      | 222 Ligne de Ripoll à Puigcerdà   | Puigcerdà      | 672 000 Ligne de Portet-Saint-Simon à Puigcerda | Latour-de-Carol - Enveitg | Deux voies uniques, l'une à l'écartement normal UIC l'autre à l'écartement ibérique                                    |
| 292      | 204 Ligne de Saragosse à Canfranc | Canfranc       | 664 000 Ligne de Pau à Canfranc                 | Forges d'Abel             | Voie unique à l'écartement normal UIC non électrifiée neutralisée                                                      |
| 293      | 100 Ligne de Madrid à Hendaye     | Irun           | 655 000 Ligne de Bordeaux-Saint-Jean à Irun     | Hendaye                   | Deux voies uniques électrifiées en 1 500 V et 3 000 V, l'une à l'écartement normal UIC l'autre à l'écartement ibérique |
| 294      | 050 Ligne de Perpignan à Figueras | Le Perthus     | 837 000 Ligne de Perpignan à Figueras           | Perpignan                 | Double voie électrifiée en 25 kV - 50 Hz à l'écartement normal UIC                                                     |
| NA       | Métro de Saint-Sébastien (Topo)   | Irun Ficoba    | Métro de Saint-Sébastien (Topo)                 | Hendaye                   | Voie unique (écartement métrique) électrifiée                                                                          |

#### Les chemins de Compostelle

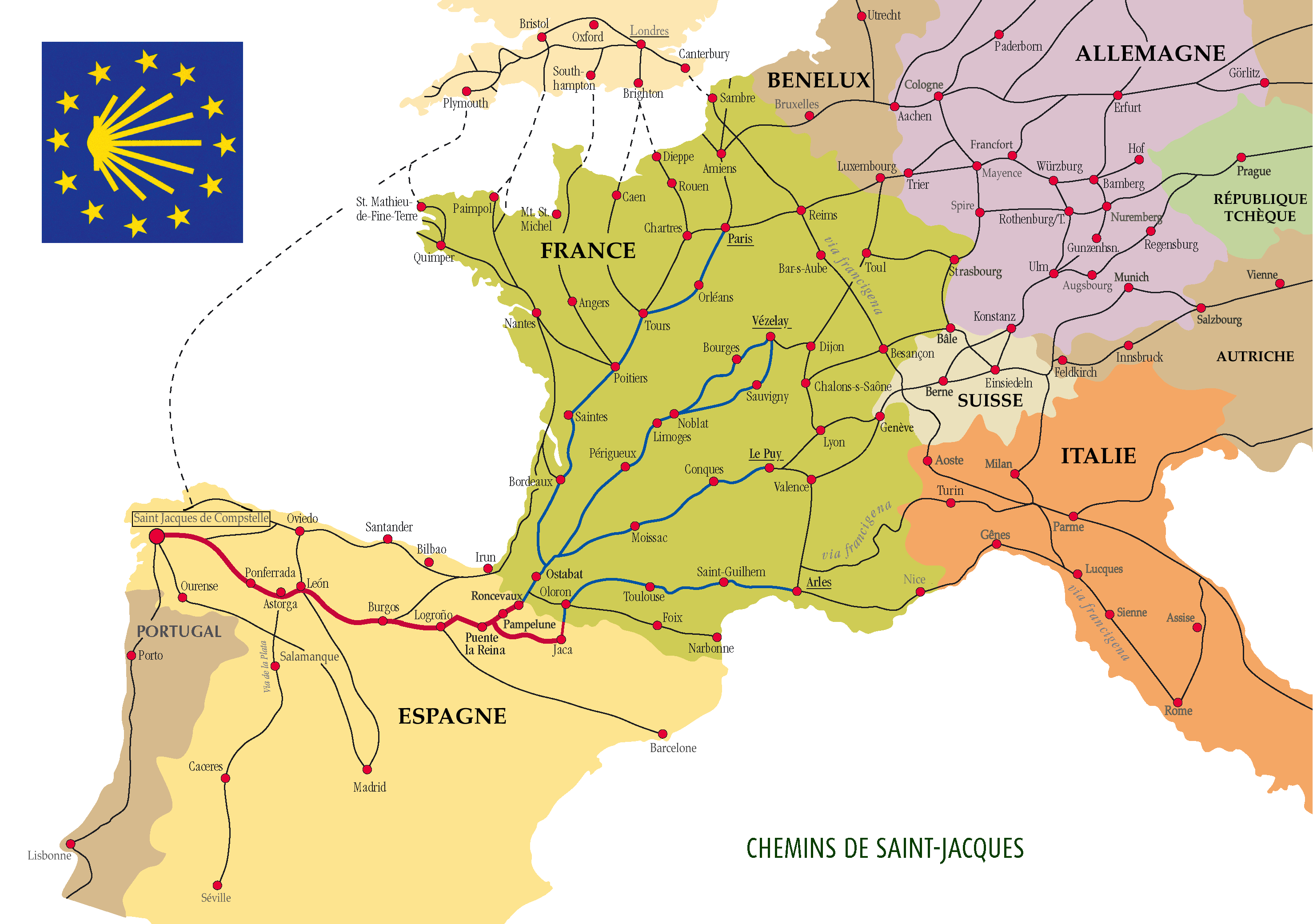
Chemins contemporains en Europe pour se rendre à Saint-Jacques-de-Compostelle.

Au début du XIe siècle, Sanche III de Navarre, dit « le Grand », le monarque le plus puissant des royaumes chrétiens de la péninsule ibérique, transforme le pèlerinage de Compostelle, jusque-là circonscrit à la péninsule ibérique, en un pèlerinage international. En occupant et développant Nájera, il permet aux pèlerins qui viennent de franchir les cols pyrénéens, d’emprunter l’ancienne voie romaine qui passe par Astorga. L’action d’Alphonse le Batailleur, allié à Gaston le Croisé lors de la Reconquista, permet de libérer le bassin supérieur de l’Èbre, sécurisant ainsi l’accès à Saint-Jacques-de-Compostelle.

« […] Il y a quatre routes qui, menant à Saint Jacques, se réunissent en une seule à Puente la Reina, en territoire espagnol. L'une passe par Saint-Gilles-du-Gard, Montpellier, Toulouse et le Somport. La route qui passe par Sainte-Foy-de-Conques, celle qui traverse Saint-Léonard-en-Limousin et celle qui passe par Saint-Martin-de-Tours se réunissent auprès d'Ostabat, et après avoir franchi le col de Cize (ou de Roncevaux) elles rejoignent à Puente la Reina celle qui traverse le Somport. De là, un seul chemin conduit à Saint-Jacques […]. Trois colonnes nécessaires entre toutes au soutien de ses pauvres ont été établies par Dieu en ce monde : l’hospice de Jérusalem, l’hospice du Mont-Joux [Grand Saint-Bernard] et l’hospice de Sainte-Christine sur le Somport […]. »

— Texte attribué à Aimery Picaud et daté des années 1130,.
L’hospice de Sainte-Christine et le chemin passant par le Somport connaissent leur apogée vers le milieu du XIIe siècle, avant que l’itinéraire passant par le col de Roncevaux et son hospice, fondé par Alphonse le Batailleur, ne les supplantent. Selon Pierre Tucoo-Chala, les routes médiévales entre Béarn et Aragon empruntent les ports de Vénasque, à 2 444 mètres d’altitude entre Bagnères-de-Luchon et Benasque ; plus à l’ouest les cols d’Aragnouet et de la brèche de Roland permettent de rejoindre Bielsa ; puis viennent les cols du Pourtalet, des Moines, du Somport, de Pau, de la Pierre Saint-Martin et de Larrau, sans oublier le chemin qui, passant par Sainte-Engrâce, est le principal accès aux XIIe et XIIIe siècles.
En ce début de XXIe siècle, trois des chemins contemporains — la via Turonensis, la via Lemovicensis et la via Podiensis — s'unissent à Ostabat, la traversée de la frontière se faisant par le col de Bentarte ou par Valcarlos, en amont du col de Roncevaux. La via Tolosane emprunte, quant à elle, le col du Somport pour franchir les Pyrénées.

#### Les sentiers de randonnée et autres chemins pyrénéens
La chaîne des Pyrénées est parcourue par de nombreux chemins de randonnée, qui empruntent parfois des voies traditionnelles pastorales ou antiques (romaines). Ces chemins font l'objet de balisages locaux, à l'initiative des communes. Certains d'entre eux se distinguent néanmoins parce qu'ils relient des points particuliers ou qu'ils parcourent des lieux chargés d'histoire.
Le sentier de grande randonnée 10 (GR 10) est un sentier situé en France uniquement, qui traverse la totalité de la chaîne montagneuse depuis Hendaye sur la Côte basque, à Banyuls-sur-Mer sur la Côte Vermeille. Long de 910 km, il suit un itinéraire de moyenne montagne, alors que la Haute randonnée pyrénéenne suit les lignes de crête. Sur le versant espagnol, le sentier espagnol de grande randonnée 11 relie également les deux extrémités pyrénéennes du cap Higuer, sur l'Atlantique, au cap de Creus, côté méditérannéen. D’autres sentiers de randonnées sont référencés, comme le sentier de grande randonnée 7 suivant la ligne de partage des eaux entre Atlantique et Méditerranée, le chemin des Bonshommes (GR 107), long de 224 km entre Foix en Ariège et Berga en Catalogne. Ils franchissent la frontière au tripoint constitué par la portella Blanca d'Andorra à 2 517 m et rencontre les châteaux de Foix et de Montségur, l'ancienne église romane de Mérens-les-Vals et l'abbaye de Bellver de Cerdanya. Le sentier cathare (GR 367) mène, quant à lui, de Port-la-Nouvelle (Aude) à Foix, en suivant 221 km de sentier qui font découvrir les châteaux d’Aguilar, Padern, Quéribus, Peyrepertuse, Puivert, Montségur, Roquefixade et enfin, celui de Foix.
Le sentier dit « chemin Walter-Benjamin » relie Banyuls à Portbou. Cet ancien chemin de contrebandiers, long de 17 km, a vu le suicide du philosophe allemand Walter Benjamin, le 26 septembre 1940. Le « chemin de la Liberté », à travers le Couserans, part de Saint-Girons et conduit, par le mont Valier, à Sort sur 72 km. Il commémore le passage de près de 3 000 fugitifs durant la Seconde Guerre mondiale et de leurs passeurs.
Les Pyrénées offrent, de part et d’autre de la ligne de crête, des refuges de montagne aux randonneurs et alpinistes ; du côté français, la plupart sont gérés par le club alpin français (CAF), et sur le versant sud, par des clubs affiliés à la federación Española de déportes de montaña y escalada (FEDME),

### La frontière maritime
Deux zones, à l’ouest et à l’est de la frontière terrestre, font ou ont fait l’objet d’une négociation en vue d’une délimitation maritime afin de déterminer la frontière maritime, l’une dans le golfe de Gascogne et l’autre en mer Méditerranée.
En termes de frontières maritimes, le droit applicable est désormais celui défini par la Convention des Nations unies sur le droit de la mer du 10 décembre 1982, amendée par le protocole du 28 juillet 1994. La France et l’Espagne — et pour la mer Celtique, la France, l'Irlande et le Royaume-Uni — ont déposé le 19 mai 2006 une « demande conjointe à la commission des limites du plateau continental pour étendre leur plateau continental au-delà de la limite des 200 milles de la zone économique exclusive dans la région du golfe de Gascogne ».
Les frontières maritimes font l’objet d’un désaccord entre l’Espagne et la France depuis les années 1970, et n’est toujours pas définitive au Ier janvier 2015.

#### Voies maritimes
Deux autoroutes de la mer ont été établies pour transporter des poids lourds entre l’Espagne et la France sur la façade atlantique, au départ de Gijón et de Vigo vers Saint-Nazaire. La ligne au départ de Gijón reliait les Asturies à la Loire-Atlantique en quatorze heures. Faute de rentabilité, elle est interrompue à compter du 14 septembre 2014 et remplacée en 2015 par la ligne partant de Vigo.

#### L’île des Faisans
L’île des Faisans, située dans l’estuaire de la Bidassoa entre Béhobie et Irun, est un cas particulier de la frontière entre les deux États. Elle possède le statut de condominium et elle est gérée alternativement par l’Espagne et par la France. Elle demeure dans l’histoire comme le lieu où le mariage de Louis XIV avec l’infante d’Espagne est âprement négocié en 1659 par le cardinal Mazarin et don Luis de Haro, en parallèle du traité des Pyrénées. En vertu de l'article 25 du traité de Bayonne de 1856, toute embarcation naviguant, passant ou pêchant dans la Bidassoa est soumise à la seule juridiction du pays auquel elle appartient. Néanmoins, « […] pour prévenir les abus et difficultés qui pourraient résulter de l'application de cette clause, il est convenu que toute embarcation touchant à l'une des rives, y étant amarrée ou s'en trouvant assez rapprochée pour qu'il soit possible d'y entrer directement du rivage [doit être] considérée comme se trouvant déjà sur le territoire du pays auquel appartient cette rive ».
L'île a pour dimensions une longueur d'environ 210 m et une largeur maximum de 40 m. Sa superficie est de 6 820 m2. Les commandants de Marine installés à Bayonne et à Saint-Sébastien sont chargés à tour de rôle, par période de six mois, de faire appliquer la convention franco-espagnole qui régit l'estuaire de la Bidassoa ainsi que de l'entretien de l'île ; ils portent tous deux le titre de vice-roi de l’Ile des Faisans. L'un d'eux a été le lieutenant de vaisseau Louis Marie Julien Viaud, plus connu sous le nom de plume Pierre Loti.

## Économie frontalière et transfrontalière

### Tourisme et migrations transfrontalières

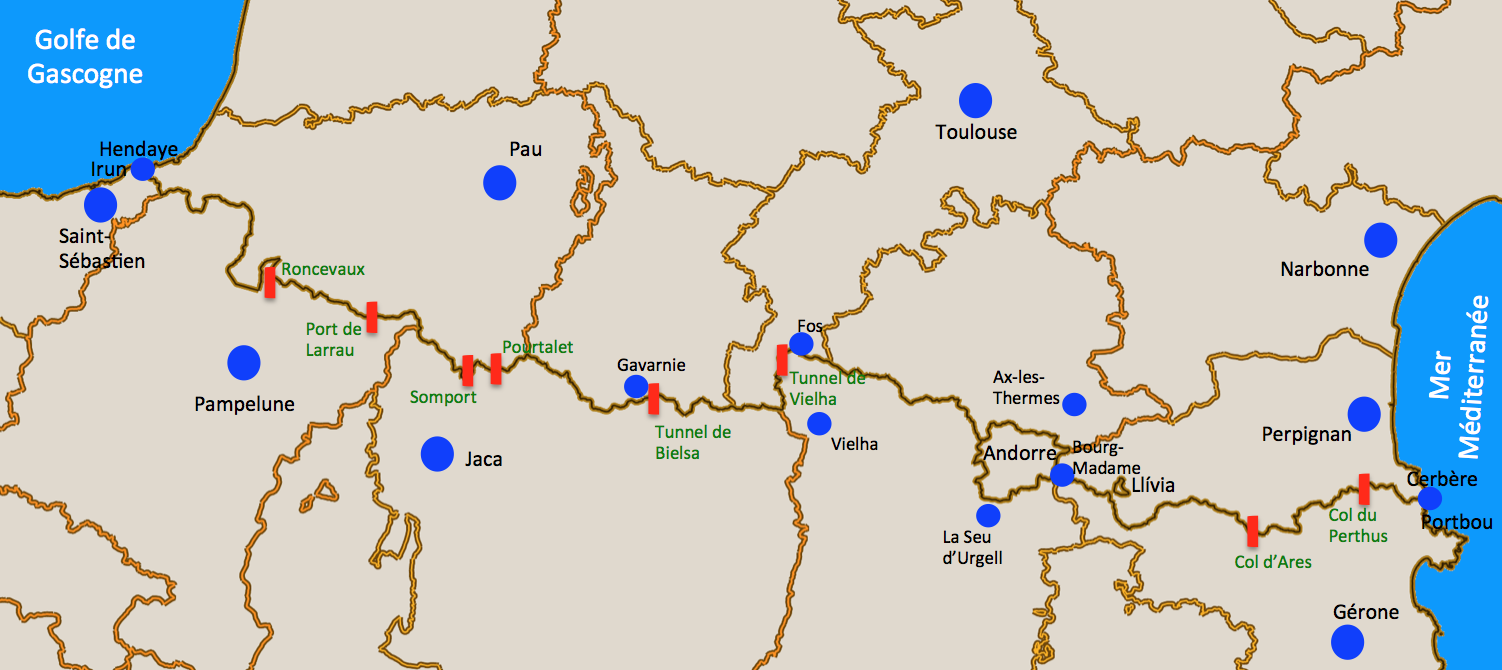
Principaux points de passage de la frontière.

Les chemins de Compostelle ont engendré des échanges économiques que, dès la fin du XIe siècle, Sanche Ramirez tente de contrôler en imposant des droits de douane prélevés sur les produits de luxe à Jaca et Pampelune. Les produits concernés sont principalement les armes — lances, épées, écus et hauberts fabriqués en France — et les textiles, ces derniers provenant de Bruges, de Byzance ou d’Al-Andalus.
Un millénaire plus tard, en 2011, plus de neuf millions de touristes français ont franchi la frontière — terrestre, maritime ou aérienne — pour se rendre en Espagne et cinq millions de touristes espagnols ont visité la France, alors que le transport routier a représenté pour cette même année le passage transfrontalier de 6 millions de poids lourds, essentiellement au Perthus et à Biriatou.

### Énergie et transports
La zone frontalière fait l’objet de plusieurs projets dans les domaines de l’énergie et des transports. Ainsi, la ligne enterrée à très haute tension entre Baixas (Pyrénées-Orientales) et Santa Llogaia d'Àlguema (Catalogne), d'une longueur de 65 km, emprunte un tunnel de 8 km sous les Pyrénées dont le percement a commencé le 15 février 2012. La mise en service commerciale de cette nouvelle ligne de 1 400 mégawatts a eu lieu en juin 2015. Elle vient doubler un ensemble existant de quatre autres lignes — Arkale - Argia, Hernani - Argia, Biescas - Pragnères et Vic - Baixas — d’une capacité de 1 400 mégawatts. D’autre part, les deux États ont entrepris la construction d’une ligne sous-marine à très haute tension ligne d’une puissance supérieure à 2 000 mégawatts reliant le nord de la Gironde au Pays basque espagnol,.
Le réseau gazier à deux sens existant en 2012 se trouve renforcé en 2013 et 2015 par deux nouvelles liaisons sur la façade ouest résultant de deux investissements privés, l’un à Larrau et l’autre à Biriatou, contribuant à l’intégration des marchés gaziers des deux pays sur l’axe Afrique-Espagne-France. Ces investissements portent les échanges gaziers annuels entre les deux pays et dans les deux sens à 7,5 Mds m3.
L'intégration ferroviaire reste peu effective. Sur la partie orientale, il est possible de rejoindre Barcelone depuis Toulouse en 3h45, avec un changement à Narbonne. Soit 6h30 pour un Paris-Barcelone dans le meilleur des cas. Cette liaison fait toutefois figure d'exception, avec la construction d'une ligne spécifique, du fait de l'écartement différent des rails entre la France et l'Espagne.

### Économie et accords frontaliers

#### Faceries, lies et passeries
Conséquence du relief montagneux et de la configuration des vallées, isolées les unes des autres, les populations pyrénéennes ont développé, depuis l’Antiquité et en toute indépendance, des systèmes juridiques et économiques propres. Insensibles aux changements politiques qui ont marqué l'histoire des deux versants du massif pyrénéen, elles ont passé, de vallée à vallée, des accords qui ont continué à se développer bien après la constitution des États espagnol et français. Dans une économie traditionnelle pastorale, qui jouit du régime de la propriété indivise des terres, un « système de démocratie directe à base familiale » se développe à partir de la cellule que constitue la maison. Compte tenu de l’absence de frontière précise entre versants opposés, ou sur le même versant, les communautés se sont souvent trouvées confrontées à des problèmes de voisinage, le plus souvent liés à l’utilisation des pâturages. Elles ont alors développé des conventions, ou faceries, permettant un usage consensuel et pacifique des pâturages. Cette pratique est avérée de l’ouest à l’est de la chaîne pyrénéenne.
Les faceries les plus anciennes, dont des conventions écrites nous sont parvenues, datent de 1171 - 1175 ; elles régissent les relations entre Bagnères-de-Bigorre et le Lavedan, deux territoires situés sur le versant français. Un autre accord attesté date de 1314, entre Saint-Savin, en France, et Panticosa sur le versant espagnol. Nombreuses à partir du XIVe siècle, les faceries établissent avec précision les limites des pacages communs ou respectifs, leur bornage et les sanctions frappant les auteurs d’infractions.
Alors que les États se constituent et que la frontière acquiert sa notion de limite militaire, politique, puis douanière, les faceries intègrent des dimensions nouvelles à partir du XVe siècle, qui consistent en la protection de l’économie locale et la liberté des transactions, indépendamment des conflits nationaux et des règles fiscales propres à chaque royaume,. Dans le prolongement de cette évolution se développe un concept politique de « petites républiques », qui donne naissance à des traités de lies et passeries, c’est-à-dire de neutralité ou de surséance à la guerre. Durant la guerre de Succession d'Espagne, au début du XVIIIe siècle, les populations pyrénéennes « [refusent] de contribuer à l’effort militaire demandé par leur souverain respectif. Ils [préviennent] même leurs voisins du versant opposé à l’approche des troupes, afin qu’ils puissent se mettre à l’abri avec leur bétail, voire se défendre et attaquer […] ».
Malgré les pressions centralisatrices des XVIIIe et XIXe siècles, les faceries perdurent et sont même officiellement reconnues dans le traité de 1856 ; certaines d’entre elles sont toujours en vigueur, comme la convention existant depuis une sentence arbitrale de 1375 entre la vallée de Barétous et celle de Roncal, ou celle renouvelée le 3 novembre 1997 au col de Lizarrieta entre les « nobles et valeureuses villes frontières de Vera de Bidassoa et de Sare »,.

#### Traités de Bonne Correspondance
La notion de neutralité vis-à-vis des conflits entre États est l’idée centrale des traités de Bonne Correspondance. En cela, et même si les premiers d’entre eux semblent dater de la fin du XIIIe siècle et du début du siècle suivant — 1284, 1306, 1309, 1311 et 1328 ; il s'agissait à cette époque de régulariser la restitution de pinasses volées autant par des habitants de Bayonne ou de Biarritz que par ceux de Santander ou de Castro-Urdiales — ils prennent véritablement leur sens à partir du XVIe siècle, c’est-à-dire après la consolidation du concept d’État et au moment des premiers heurts d’importance entre François Ier et Charles Quint.
Ces traités concernent la partie ouest de la chaîne des Pyrénées et plus précisément le Labourd, Bayonne — qui est anglaise jusqu’en 1451 —, le Guipuscoa et la Biscaye. Ils visent à régler les rapports et échanges maritimes entre ces entités dans le but de faire prospérer les ports, permettant par exemple aux bateaux labourdins de venir hiverner dans les ports basques espagnols, notamment celui de Pasajes, compte tenu de l’insuffisance des abris dans les ports français ou anglais (Bayonne). La collaboration interrégionale est en effet mise à mal par la survenue de guerres, permettant en particulier l'activité des corsaires.
À la différence des lies et faceries, la signature des traités de Bonne Correspondance requiert l’approbation des suzerains espagnols et français. Le roi de France accorde une autorisation préalable. Il entend, en outre, confirmer expressément chacun des traités. Le 20 septembre 1694, le duc de Grammont représente « à Bayonne la ratification du traité de Correspondance fait par le Roy entre le gouverneur de Bayonne, le syndic du Labourd, la province du Guipuzcoa et la seigneurie de Biscaye ». Il en est de même pour la partie espagnole puisque l'article 12 du traité de 1653 prévoit qu'« il sera réciproquement ratifié par Leurs Majestés Très Chrétiennes et Très Catholiques » et enregistré dans les « Admirautez de France et dans celles d'Espagne ». Ces traités sont conclus suivant une structure type et un formalisme renforcé à partir du milieu du XVIIe siècle.
Ils ouvrent la voie à la notion moderne d'eaux territoriales. En effet, un traité de 1719 fixe à « quatre lieues à partir des côtes l'étendue de la mer territoriale qui forme un prolongement fictif du territoire national ». Il ajoute qu'« aucun acte de guerre ne pourra avoir lieu dans cette zone […] » et que « si deux navires ennemis se rencontrent dans le même port, l'un ne pourra en sortir que vingt-quatre heures après l'autre […] ». À partir du traité de 1653, la course est réglementée dans le périmètre de la mer territoriale, que le corsaire soit basque ou belligérant étranger aux trois provinces signataires.
Enfin, deux articles du traité de 1653 tentent de réguler les actes de contrebande qui pourraient résulter d’une application large du principe de neutralité, rappelant notamment les dispositions prises par le roi d’Espagne en la matière. Les marchandises de contrebande introduites à tort dans les ports sont menacées de saisie et les contrevenants de mesures strictes de justice.
En 1808, alors que les deux États sont engagés dans la guerre d'indépendance espagnole, Napoléon ne déroge pas à la règle suivie par les rois qui l’ont précédé ; il autorise en effet les Bayonnais à approvisionner Irun, autorisation qu’il étend en 1810 à tout le Guipuscoa et à la Biscaye.

#### Économie frontalière
Les échanges de travailleurs transfrontaliers de la zone frontière France-Andorre-Espagne sont relativement limités, comparés à ceux d’autres frontières comme celle entre la France et la Suisse. Ils sont estimés en 2007 à 4 600 dans le sens France vers le sud, et autant dans le sens Espagne vers le nord. Compte tenu de l’ampleur de la crise espagnole depuis les années 2000, les flux nord-sud s’avèrent depuis sensiblement inférieurs. Ils se concentrent aux deux extrémités du massif, avec une estimation de 2 500 personnes en 2007 dans la bande littorale basque, dans le sens nord - sud, et 300 personnes à destination de la Catalogne. La zone centrale, principalement du côté espagnol, est faiblement peuplée et à dominante agricole et pastorale. En conséquence, les coopérations transnationales portent surtout sur le développement de l’économie rurale, du tourisme, de la culture et de la protection de l’environnement et des ressources.
Ainsi, l’association de droit français Xareta regroupe sur un territoire à cheval sur la frontière, les villages d’Ainhoa, Sare, Urdax et de Zugarramurdi ; elle a pour objectif l’organisation économique autour des atouts touristiques, agricoles et naturels de la zone. Autre exemple, à l’initiative du comité Izpegi, des Amis de la Vieille Navarre et du gouvernement de Navarre, la communauté de communes de Garazi-Baigorri (Pyrénées-Atlantiques) et 16 communes espagnoles de la communauté forale de Navarre — vallées du Baztan, d'Erro et d'Esteribar ainsi que les villages de Valcarlos et de Burguete — ont signé en 2005 une convention ayant pour objectif le développement du tourisme autour des richesses patrimoniales locales.

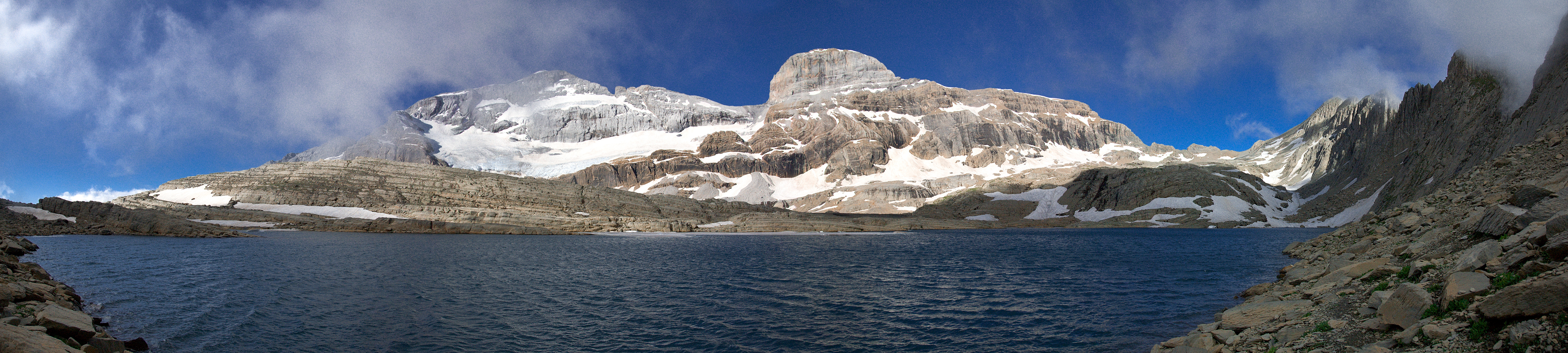
Le lac du Marboré (2 592 m) avec le mont Perdu au fond à gauche et le Cylindre du Marboré au centre, dans le parc national d'Ordesa et du Mont-Perdu.

La coopération portant sur l’environnement est illustrée par les conventions développées entre des parcs nationaux de chaque côté de la frontière, comme celle rapprochant le parc national des Pyrénées et le parc national d'Ordesa et du Mont-Perdu, ou encore entre le parc naturel régional des Pyrénées ariégeoises et celui de Pallars Sobira.
D’autres aspects de l’économie frontalière trouvent leurs racines dans les relations de communautés transfrontalières, souvent familiales et culturelles, comme c’est le cas par exemple dans la zone frontalière de Sare (Pyrénées-Atlantiques),. L’activité pastorale a donné lieu très tôt à une compascuité naturelle, toujours d’actualité et présente tout au long du massif pyrénéen ; les disparités de taxes et la solidarité entre les communautés de part et d’autre de la frontière sont à l’origine de deux phénomènes économiques singuliers, l’apparition d'une part de points de vente peu après la frontière, du côté espagnol, les ventas, et l’émergence d’autre part de la contrebande, qui concernait initialement des produits de première nécessité, échangés entre les vallées. Le phénomène des ventas existe en d’autres points de la frontière, en particulier à l’est du massif pyrénéen, où se trouve l’autre grande voie de passage touristique. Le village de La Jonquera est devenu une ville-supermarché souhaitant attirer touristes et professionnels de la route. La contrebande est également un phénomène présent dans la partie orientale de la frontière — de même qu’à la frontière avec Andorre — et les douanes perpignanaises effectuent une grande partie des prises de contrebande de tabac du territoire français. En Roussillon également, l’activité économique liée à la contrebande est ancienne, datant de l’application du traité de 1659.

#### Coopération transfrontalière institutionnelle
La coopération transfrontalière institutionnelle est encadrée par le traité de Bayonne de 1995, mais également par le programme opérationnel de coopération territoriale Espagne - France - Andorre appelé programme Interreg IV POCTEFA. Le soutien financier communautaire prodigué vise à soutenir l'intégration économique et sociale de la zone frontalière franco-espagnole. Les axes de travail qui ont été privilégiés sont de « […] renforcer l’intégration transfrontalière en valorisant les complémentarités dans le domaine des activités économiques, de l’innovation et du capital humain, [de] valoriser les territoires, le patrimoine naturel et culturel dans une logique durable, [de] protéger et gérer les ressources environnementales et [d’]améliorer la qualité de vie des populations à travers des stratégies communes de structuration territoriale et de développement durable ». La gestion du programme est assurée par le consorcio de la communauté de travail des Pyrénées (CTP).
La CTP est créée en 1983 — et gérée en consorcio depuis 2005 — pour contribuer au développement du massif pyrénéen, en suscitant et améliorant les relations entre territoires et acteurs. Elle propose et engage des actions transfrontalières en réponse à des problèmes et des enjeux partagés par les deux versants du massif. Sa compétence s'adresse à une zone couvrant plus de 220 000 km2 et regroupant près de 18 millions d'habitants.
D’ouest en est, des groupements européens de coopération territoriale (GECT) recouvrent le massif pyrénéen en intégrant les régions des deux versants. Il s’agit de l’Eurorégion Aquitaine-Euskadi, du GECT Espace Pourtalet, du GECT Pyrénées-Cerdagne et du GECT Pyrénées-Méditerranée.
La coopération entre France et Espagne s’exprime également en matière de santé par la création de l’hôpital transfrontalier de Puigcerdá, dans le but de fournir des soins médicaux à environ 30 000 habitants de la vallée de Cerdagne, de part et d'autre de la frontière franco-espagnole. De même, l’éducation fait l’objet de rapprochements transfrontaliers comme l’institut franco-catalan transfrontalier, au sein de l’université de Perpignan, ou encore un programme de la faculté de Bayonne, proposant un master « Affaires européennes et internationales » avec une spécialisation « Coopération transfrontalière et interrégionale ».

#### Douane et contrôles frontaliers

Anciens postes-frontières entre l’Espagne et la France (sélection).
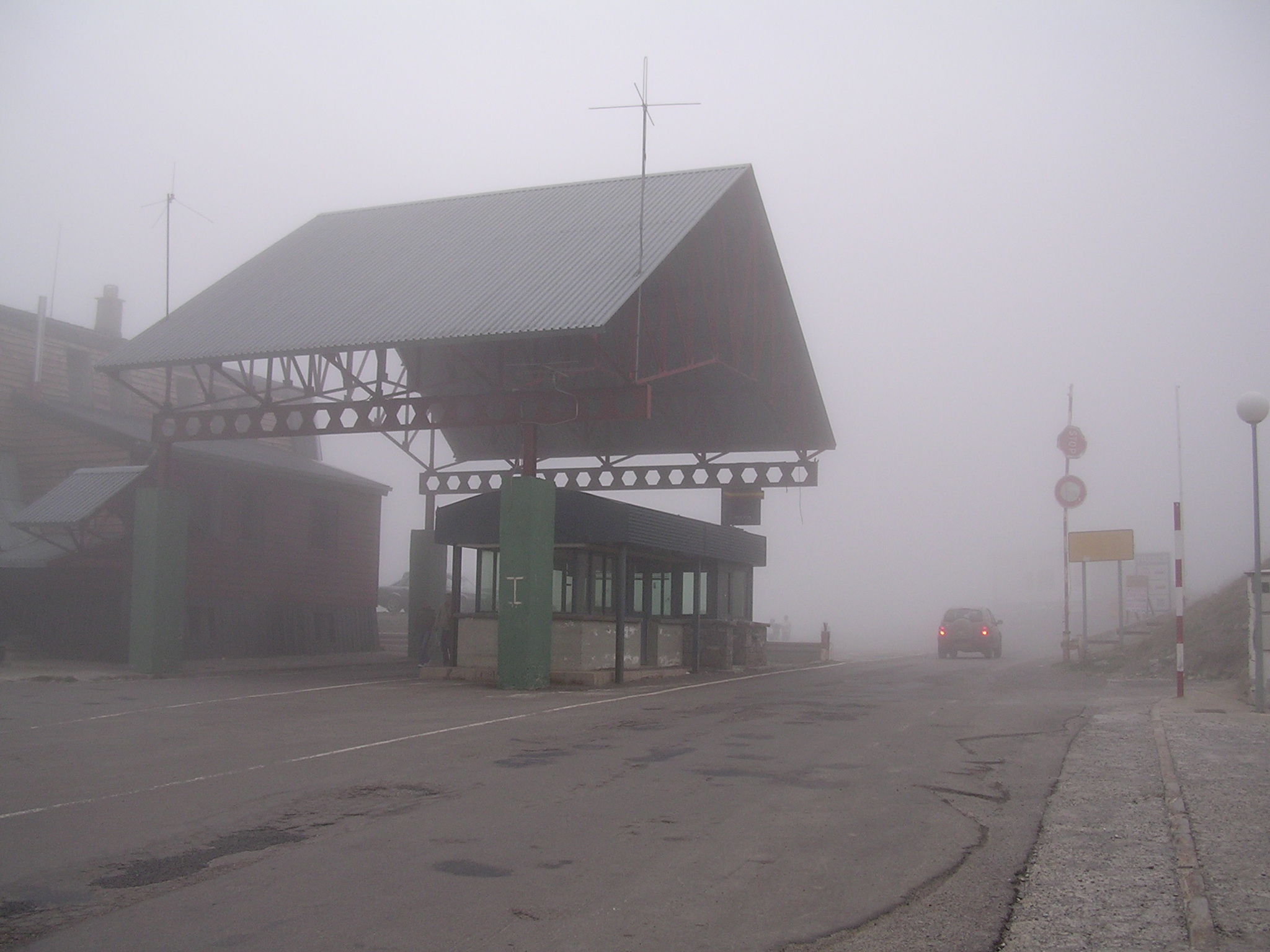
Poste-frontière du col du Pourtalet.
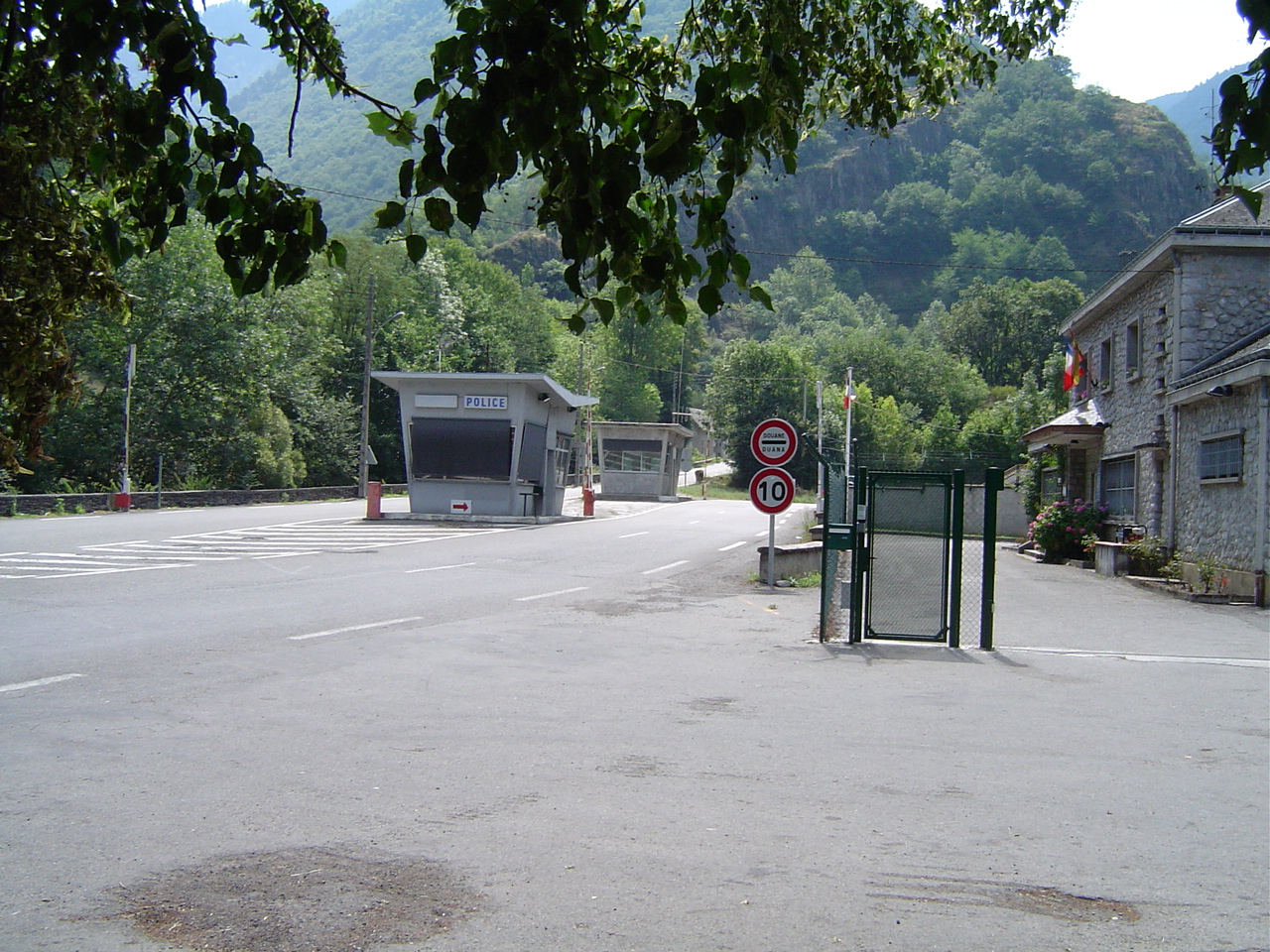
Poste-frontière de Fos.
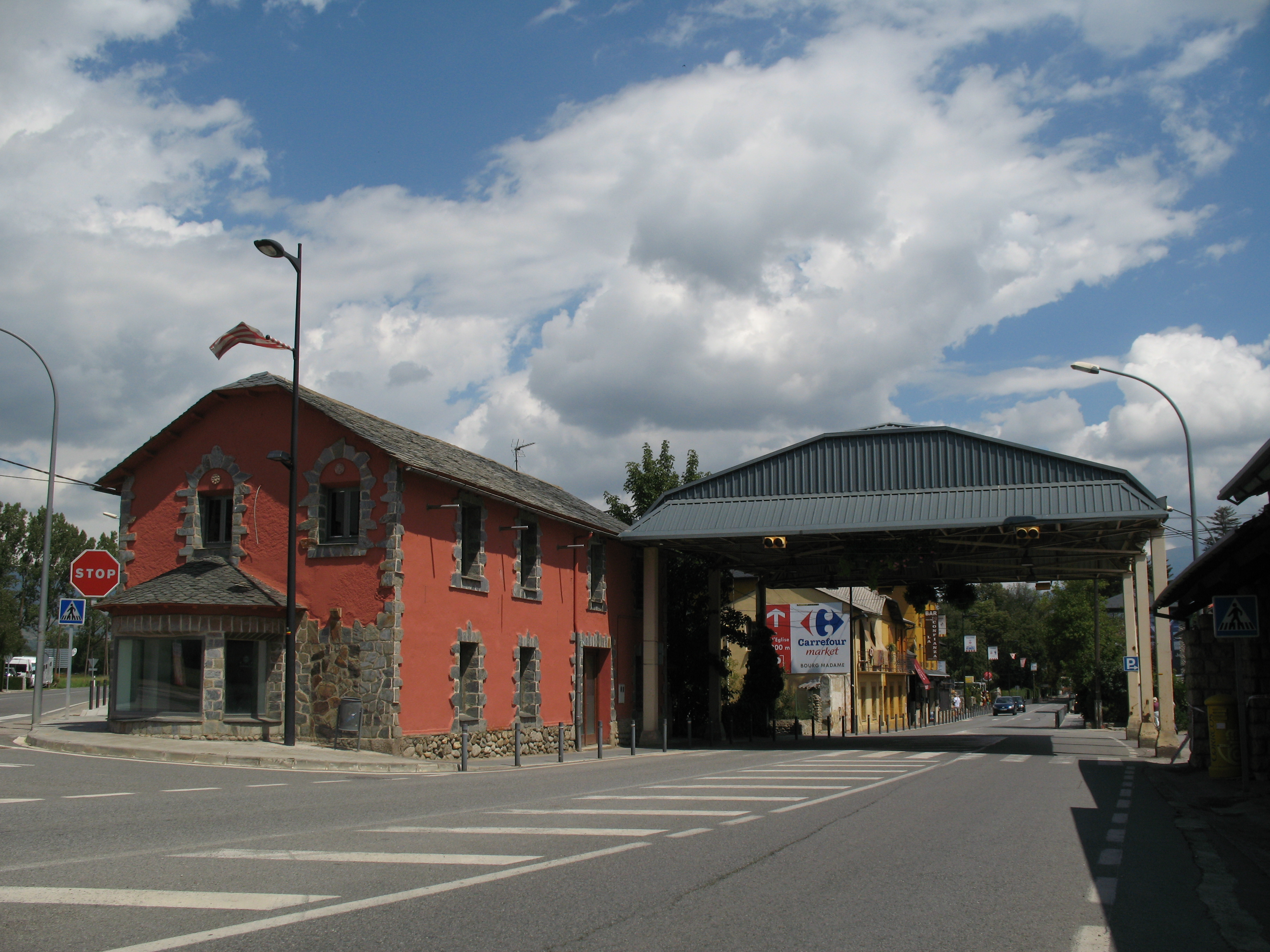
Poste-frontière de Puigcerdà.
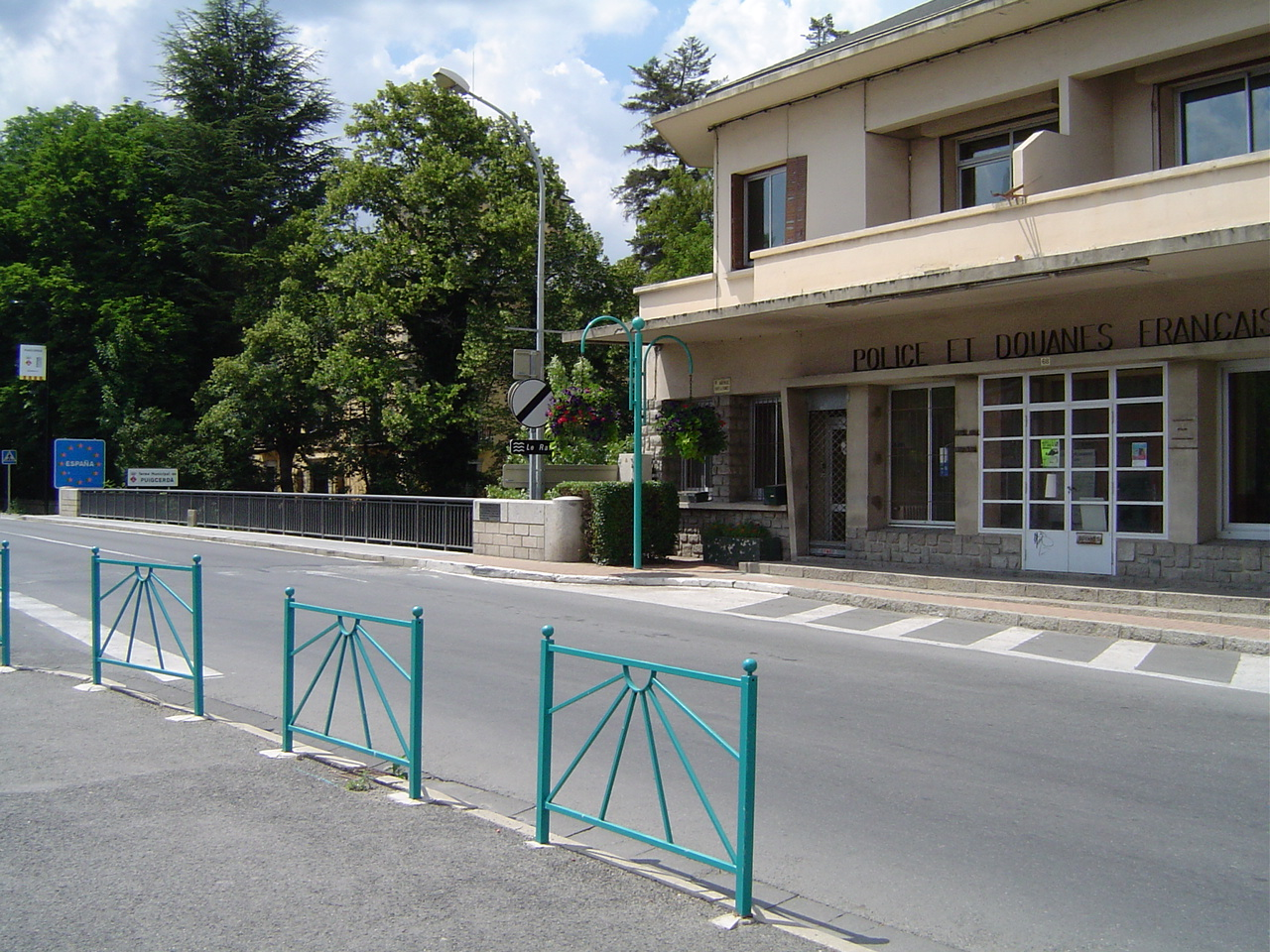
Poste-frontière de Bourg-Madame.

La France et l’Espagne adhèrent à l’union douanière de l'Union européenne, entrée en vigueur le 1er janvier 1968, et sont toutes deux membres de l’espace Schengen depuis le 26 mars 1995. Depuis lors, les postes-frontières ont été fermés ; le Code frontières Schengen — en vigueur depuis le 13 octobre 2006 — stipule en effet, que les États participants doivent supprimer tous les obstacles à la libre circulation dans les frontières internes de l’espace.
Les contrôles douaniers font l’objet d’une coopération bilatérale entre la France et l’Espagne, formalisée par le traité du 7 juillet 1998 ; ce dernier prévoit des échanges d’agents entre les services ou unités douanières des deux parties, en particulier dans le domaine des stupéfiants. En 2011, 188 personnes ont été interpellées dans les deux pays, dans le cadre de cette collaboration. Un groupe de liaison anti-drogue (GLAD) a été créé en 2008 pour améliorer la coopération judiciaire contre le crime organisé. De même des équipes communes d’enquêtes (ECE) existent depuis juillet 2003 pour lutter contre la criminalité transfrontalière et le terrorisme.